# Patricio Rey y sus Redonditos de Ricota
Patricio Rey y sus Redonditos de Ricota, también conocidos como Los Redondos, fue un grupo musical de rock alternativo argentino formado en La Plata en el año 1976 e integrado, en su mayor parte, por el Indio Solari (voz y composición), Skay Beilinson (guitarra y composición), Semilla Bucciarelli (bajo), Walter Sidotti (batería) y Sergio Dawi (saxofón, armónica y piano). Es considerado uno de los grupos más importantes e influyentes de la historia de la música de Argentina, así como también uno de los más convocantes en términos de audiencia.
Comenzaron sus actuaciones en vivo en 1977, como una exhibición de rock teatral, con toda una troupe circense de monologuistas, payasos y bailarinas desnudistas, que entre canciones subían al escenario a hacer sus números. Progresivamente fueron deshaciéndose de los números teatrales, algo que terminaron de descartar tras la recepción de su álbum debut, Gulp! (1985). A partir de allí, se establecieron únicamente como un grupo musical. En la segunda mitad de la década de 1980 continuaron su firme ascenso, con el lanzamiento de álbumes como Oktubre (1986), Un baión para el ojo idiota (1988) y ¡Bang! ¡Bang! Estás liquidado (1989), coronándolo en diciembre de 1989 en el Estadio Obras Sanitarias con tres recitales. Luego de eso, se convirtieron en un fenómeno masivo con recitales en estadios cada vez más grandes, a la vez que empezaron a experimentar con rock alternativo y publicaciones polémicas, como lo fueron ambos volúmenes de Lobo suelto, cordero atado (1993) y Luzbelito (1996). Sin embargo, la violencia en los recitales por parte de la policía fue aumentando y cada vez hubo más incidentes, con heridos y muertes, como el caso de Walter Bulacio en 1991. Esto provocó que el grupo se alejara de la capital y empezara, a partir de 1995, a hacer recitales en todo el país. A fines de siglo, la banda hizo un cambio en su estilo, al adoptar un sonido de rock electrónico en Último bondi a Finisterre (1998) y Momo Sampler (2000). La banda llegó a su clímax en abril de 2000 con el que fue su recital con mayor convocatoria: 70 mil asistentes en el Estadio Monumental. No obstante, el desgaste por la violencia crónica en sus recitales, sumado a diferencias artísticas entre los miembros, influyeron para que en noviembre de 2001 la banda anunciara su separación.
La banda recibió la aclamación de la crítica, ganando el Diploma al Mérito de la Fundación Konex en las ceremonias de 1995 y 2005, en ambos casos como reconocimiento a su trayectoria en la música argentina durante la década anterior, y ganando además en la de 2005 el Premio Konex de Platino a la mejor banda argentina de rock de la década, compartido con Divididos. En 2007, la revista Rolling Stone Argentina lanzó una lista de los mejores 100 álbumes de rock argentino de la historia, donde figuran sus álbumes Luzbelito (n.° 88), ¡Bang! ¡Bang! Estás liquidado (n.° 33) y Oktubre (n.° 4). En 2002 la revista y el canal de televisión MTV lanzaron también una lista de las mejores 100 canciones de rock argentino de la historia, donde figuran los temas «Un poco de amor francés» (n.° 54), «La bestia pop» (n.° 32) y «Ji ji ji» (n.° 5). En 2011, el diario La Nación publicó una lista con los mejores 10 videoclips del rock argentino, en la que la banda figura con «Masacre en el puticlub» en el cuarto puesto. 

## Historia

### Antecedentes
Los inicios del grupo se remontan al movimiento psicodélico platense, organizado por Guillermo Beilinson, hermano de Skay. Allí se reunían músicos, poetas, artesanos, cineastas y actores de la escena hippie en el sótano de una galería comercial, el Pasaje Rodrigo. En esas reuniones se conocieron varios de los futuros músicos y colaboradores de Los Redondos. En la década de 1970, este grupo artístico realizó una serie de películas independientes, donde la música, los guiones, la escenografía y los vestuarios eran creados por los mismos integrantes del clan. Así fue como realizaron Ciclo de cielo sobre viento, un largometraje de ciencia ficción post-apocalíptica donde un grupo de rebeldes resistía un imperio tiránico; Celos, un mediometraje de thriller psicológico donde un hombre (interpretado por el Indio Solari) perseguía y espiaba a su interés amoroso; y Horizontes verticales, una serie de terror donde un científico loco hacía maldades. Estas experiencias audiovisuales desembocaron directamente en la formación de la banda, quienes en un principio no fueron estrictamente una banda de rock, sino que presentaban números artísticos de todos los integrantes de este grupo.
Antes de participar en el grupo artístico del sótano de Pasaje Rodrigo, el guitarrista Skay Beilinson y el artista gráfico Rocambole Cohen estuvieron en La Cofradía de la Flor Solar, la cual fue tanto una comunidad de artesanos hippies en La Plata que subsistían vendiendo sus artesanías, como un conjunto de rock psicodélico formado por los mismos artesanos. La Cofradía estuvo activa entre 1968 y 1971, y llegó a tocar en el primer festival B.A. Rock en 1970. Fueron el conjunto revelación de ese festival y editaron un álbum en 1971. No obstante, el desgaste por la vida comunitaria hizo que, poco después del lanzamiento de ese disco, la comunidad y, por consiguiente, la banda, se disolviera. Varios exmiembros siguieron ligados al rock en conjuntos como Billy Bond y La Pesada del Rock and Roll, Miguel Abuelo & Nada, Punch y Patricio Rey.
Simultáneamente, Beilinson tocó como bajista en Diplodocum Red & Brown, una banda platense de rock psicodélico que sólo hacía versiones y cantaba en inglés. El 5 de noviembre de 1969, en el teatro Opera de La Plata, tocaron tanto Diplodocum como La Cofradía, y Beilinson se presentó con ambas. En ese recital estuvo presente la futura representante del grupo, Carmen «la Negra Poli» Castro, que en ese momento estudiaba teatro. Beilinson y ella se conocieron allí e iniciaron una relación sentimental.
En esa época, Solari era estudiante de Bellas Artes y artesano. Hizo sus primeros pasos en el rock como letrista y artista gráfico de la banda Dulcemembriyo, en la que fue compañero de dos futuros integrantes de Virus: Federico Moura y Daniel Sbarra. Mientras militaba en el Movimiento Humanista, conoció a Roberto Fuentes (futuro primer bajista de Los Redondos), quien le consiguió trabajo en el taller de estampados El Mercurio, propiedad de Guillermo Beilinson, y lo presentó a toda la comunidad de artistas que este último reunía en el sótano de la galería Pasaje Rodrigo. Así fue como Solari conoció a los hermanos Beilinson, a Sergio «Mufercho» Martínez y a Edgardo «el Doce» Gaudini, todos ellos de importante influencia en los orígenes de la banda.

### Inicios en el rock teatral yshowsesporádicos (1977-1982)

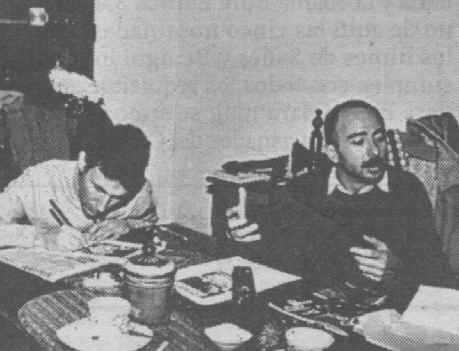
Skay Beilinson y el Indio Solari en una foto de fines de la década de 1970.

El grupo artístico que se reunía para hacer películas en el sótano de la galería Pasaje Rodrigo evolucionó, en algún momento, en Patricio Rey y sus Redonditos de Ricota.
Formados ya como banda en 1976, hicieron su primera aparición en escena el 26 de noviembre de 1977, cuando se presentaron en el Teatro Lozano. El Lozanazo (como la banda bautizó a esta presentación) fue importante porque fue su debut oficial sobre un escenario y, además, porque en ese recital nació el nombre de la banda cuando Edgardo «el Docente» Gaudini, vestido de sultán, repartió buñuelos redondos de nuez y ricota al público. Presentándolos como «redonditos y afrodisíacos», Gaudini había tomado la receta de un libro de la ecónoma Patricia Rey. Esto llevó a designar a la banda con el nombre de Patricio Rey y sus Redonditos de Ricota. Con el tiempo, cuando la banda creció en popularidad, era común que la gente preguntara a los integrantes quién era el tal Patricio Rey, para lo cual crearon todo un mito de un supuesto benefactor misterioso.
Como consecuencia de ser una continuación del clan artístico de Pasaje Rodrigo, en sus primeros años Los Redondos exhibieron un estilo de rock teatral donde se incursionaba por otros tipos de espectáculo, además de lo que es estrictamente un recital de una banda de rock: una troupe circense de monologuistas, magos, payasos, acróbatas, bailarinas desnudistas y músicos subían al escenario y hacían sus números. No había integrantes fijos, eran alrededor de quince músicos arriba del escenario que se iban alternando entre los instrumentos. Este formato de mezcla de recital con show de variedades surgió también por el contexto particular de la escena platense de la era dictatorial, donde se hacía difícil realizar un recital de rock como tal:

Por aquel entonces la mayoría de los grupos de rock de la ciudad no estaban afiliados al sindicato de los músicos, y esto hacía que fueran perseguidos y que no los dejasen tocar. En Buenos Aires era mucho más fácil entrar al gremio, pero en La Plata los requisitos eran tantos que ningún rocker aceptaba esos condicionamientos burocráticos. De esa forma realizar lo que propiamente se podría llamar un recital era casi una ceremonia clandestina, o camuflada con otros condimentos, principalmente expresiones culturales como teatro, poesía, muestras artísticas, etc.
Revista Sudestada, abril de 2014.

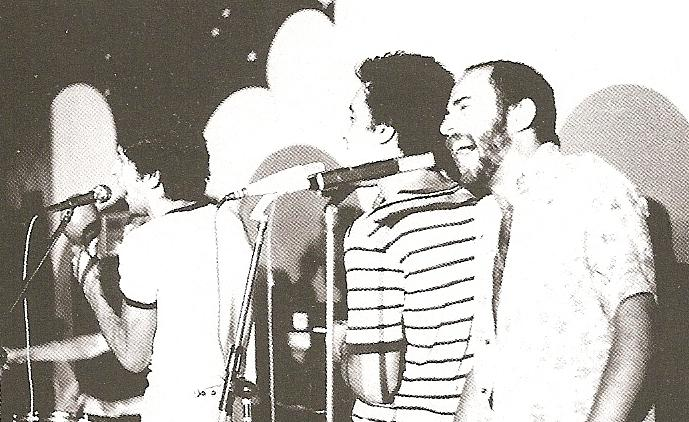
Los Redondos en una de sus primeras presentaciones, en enero de 1978 en el bar El Polaco, en Salta.

En enero de 1978 realizaron su primera visita al interior del país, cuando tocaron tres noches en el bar El Polaco de Salta. En ese año también realizaron su primera presentación en Buenos Aires, con el guitarrista Conejo Jolivet, quien oficiaba de la primera guitarra, y el tecladista Roddy Castro, quien además facilitó un lugar en las salas de ensayo del subsuelo de la Avenida Corrientes casi 9 de Julio.
Con esta formación tocaron en la Sala Monserrat sumando a León Vanella (guitarrista, cantante y compositor del oeste del Gran Buenos Aires) y al "Piojo" Rodríguez (baterista; poco después abandonó la banda para irse a vivir a Europa, donde murió por complicaciones relacionadas con el SIDA, enfermedad que contrajo debido al consumo de drogas intravenosas). Contaron con Sergio «Mufercho» Martínez, quien se disfrazaba de momia y era cargado hasta el escenario con música tenebrosa de fondo ejecutada por la banda. Hacía, además, un extenso monólogo y daba paso a las chicas del Ballet Ricotero y a la banda. También tocaron en El Teatro de La Cortada en San Telmo, con puesta en escena de Robertino Granados y participación de Katja Alemann como «conejita de cabaret». Ese mismo año tuvieron la primera separación: Conejo Jolivet siguió con Pappo's Blues y con León Vanella, y luego con La Blusbanda y Dulces 16.
Después de eso, siguieron tocando en teatros underground hasta inicios de 1979, momento en que tras una gira por la costa argentina la banda decidió hacer una pequeña pausa, ya que Beilinson y Poli se mudaron a Mar del Plata, mientras que Solari se fue a Valeria del Mar.
A partir de allí, los shows se hicieron más esporádicos: Los Redondos no volvieron a tocar hasta diciembre de 1979, cuando se presentaron en el Teatro Margarita Xirgu de capital. En los siguientes tres años, la actividad de la banda fue muy escasa; no retomaron el ritmo habitual de presentaciones sino hasta inicios de 1982.

### Despegue y fin de los números teatrales (1982-1985)

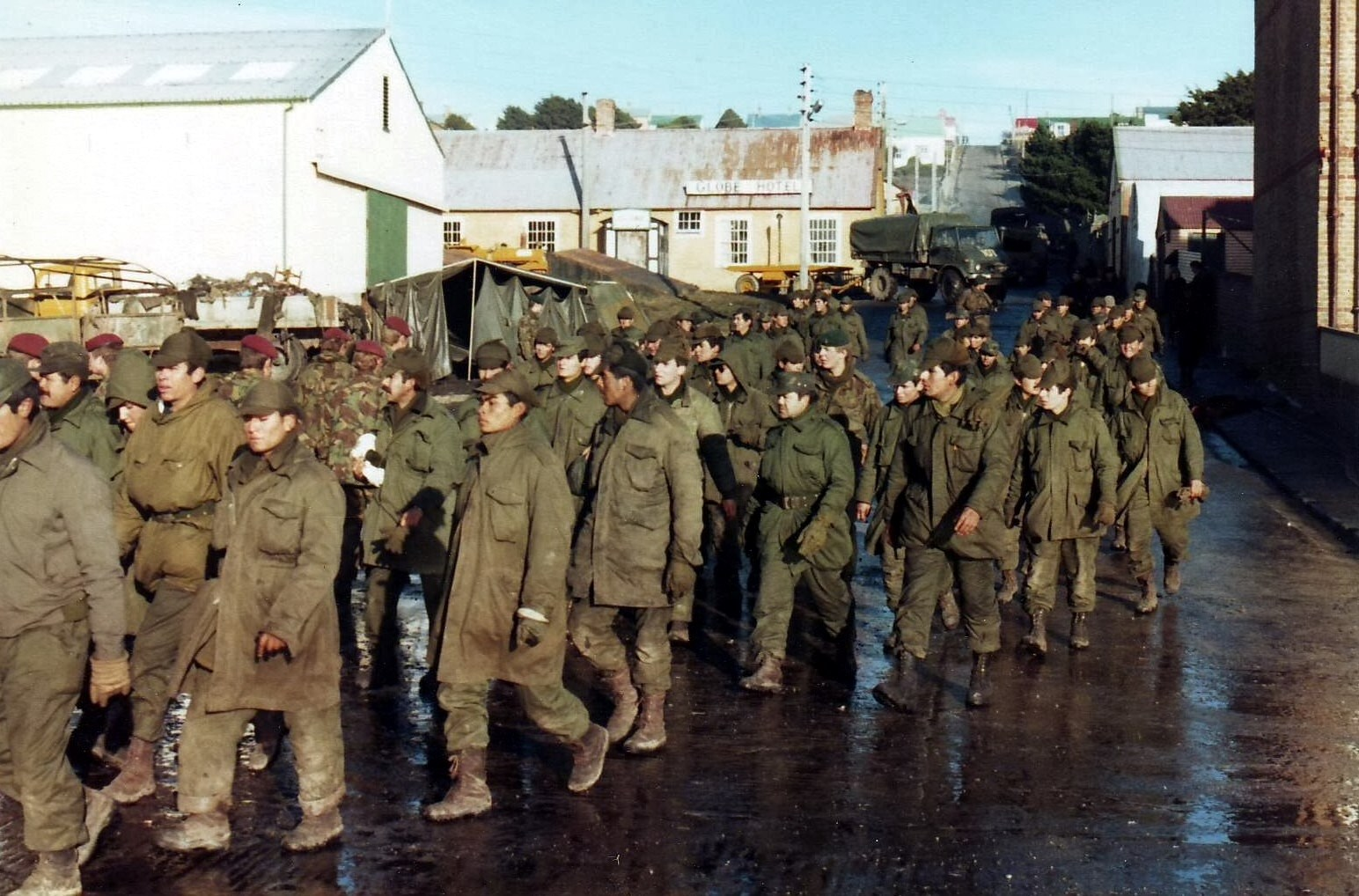
La Guerra de Malvinas de 1982 le dio una inesperada resurrección a una escena de rock argentina que, a principios de los años 80, estaba en crisis. Con la censura a la música en inglés y el apoyo a los artistas nacionales, se le dio nuevo vigor al ambiente y se creó todo un circuito de bares, boliches, revistas y discográficas que favorecieron la expansión de más bandas argentinas de rock, ayudadas además por el fin de la dictadura en diciembre de 1983.

El año 1982 fue un punto de inflexión en la banda, debido a su crecimiento y ascenso a la popularidad.
El 2 de enero de 1982, la revista de rock argentino Pan Caliente organizó el Festival Pan Caliente en la cancha del Club Atlético Excursionistas para recaudar fondos para salvar a la revista de un cierre. El director de esta, Jorge Pistocchi, que ya había sufrido el cierre de su anterior revista El Expreso Imaginario, invitó a bandas y solistas para el festival, entre ellos a Los Redondos. Surgió entonces una discusión en el seno de la banda, ya que Solari era reacio a presentarse en recitales de día con otros grupos y prefería tocar «solos y de noche». Tras una votación entre los miembros, primó la amistad con el personal de la revista y, por única vez en su trayectoria, Solari aceptó presentarse en un festival junto a otras bandas y en horario diurno.
Esto terminó siendo crucial para el destino del grupo, ya que al presentarse en este festival ante un público de cinco mil personas, muchas más que las pocas decenas que acostumbraban a juntar en los pequeños teatros hasta entonces, se hicieron conocidos. Para esta ocasión, la banda estuvo acompañada por su troupe circense y anárquica arriba del escenario. Cuando las bailarinas desnudistas hicieron su número, el público se mostró confundido, porque nunca se había realizado una actuación de ese estilo en un festival masivo.
Muchos reaccionaron positivamente ante la ocurrencia y, como si estuvieran en un cabaret, empezaron a arrojar monedas a las bailarinas. Pero la sociedad argentina de la época era bastante conservadora, por lo que otros empezaron a tirarles botellas (en aquella época era común en los recitales arrojar objetos si la banda no gustaba, tal como lo atestiguan bandas como Virus, Suéter o Los Encargados). Ante el desmadre, llegó la policía, que le dio un ultimátum al organizador del festival diciéndole: «O se bajan ellos o subimos nosotros» y, antes de que estos subieran al escenario, un miembro de la banda envolvió a las bailarinas con una manta y se las llevó del escenario. Pese al incidente menor, Los Redondos tuvieron un buen recibimiento del público y de los críticos, convirtiéndose en la banda revelación del festival, y a partir de allí sus presentaciones volvieron a tomar un ritmo constante, como había sido hasta 1979.
En abril de ese mismo año, en los estudios de la compañía discográfica internacional RCA, finalmente grabaron su primer demo profesional. Este contaba en el lado A con grabaciones en estudio y en el lado B con registros del recital del Festival Pan Caliente. «Nene, nena», «Un tal Brigitte Bardot», «Mariposa Pontiac», «Superlógico» (que incluía en coros a Las Bay Biscuits: Fabiana Cantilo, Isabel de Sebastián, Diana Nylon y Viviana Tellas) y «Pura suerte» estuvieron entre las canciones registradas allí, y algunas de ellas engrosaron posteriores álbumes de la banda. Aunque la RCA no se interesó en ese trabajo y no fichó a la banda, el demo recibió una buena acogida del público y tanto las canciones de estudio como los registros en vivo ganaron difusión en las emisoras FM porteñas.
A partir de aquel lanzamiento, inició un crecimiento progresivo en la convocatoria de los shows, fomentado principalmente por el «boca a boca» de sus adeptos. Tal como lo atestigua un testimonio de la época, de la periodista de rock Gloria Guerrero:

Una es imparcial, trata de no tomar partido por nadie, pero a veces es imposible. El grupo que más me interesó en los últimos tiempos hace un recital y quiero que lo sepan. Y además porque es muy difícil que se enteren por otro medio, ya que estos delirantes tipejos no publicitan un cuerno nada de lo que hacen. Las noticias 'se corren' y los teatros se llenan.
Gloria Guerrero, revista Humor, diciembre de 1982.

El demo había comenzado a circular justo en abril de 1982, simultáneamente al lanzamiento del demo, también fue cuando Argentina inició la Guerra de Malvinas contra el Reino Unido. La dictadura militar estableció la censura de la música en inglés, pero esta medida como contrapartida le abrió las puertas a las bandas nacionales de rock, que ahora tenían toda la atención de la radiofonia. La escena musical se vería beneficiada por la disminución del poder del régimen militar tras la derrota de la guerra, el llamado a elecciones democráticas tras siete años bajo dictadura, la llegada de la democracia en diciembre de 1983 y la llegada a Argentina de nuevos estilos modernos que renovaron el ambiente (que había quedado estancado desde la década anterior) como new wave, reggae, post punk y synthpop, que atraerían más público al rock.
El 21 de septiembre de 1982 hicieron su único recital sin el Indio Solari como cantante, asumiendo en su reemplazo Luca Prodan, el líder de Sumo. Fue en el Estadio GEBA por el Festival de la Primavera. Solari, reacio a presentarse de día y junto a otras bandas, volvió a perder ante una votación del grupo, cuando la gran mayoría optó por sumarse al festival, Solari votó en contra y esta vez no se presentó a tocar con el grupo allí.
Para ese entonces comienza una transición en el estilo de espectáculo que ofrecían los Redondos. Del estilo de rock teatral de sus inicios, con payasos, acróbatas, recitadores y bailarinas desnudistas que acompañaban con sus números las canciones en sí de la banda, se fue pasando progresivamente a un estilo más minimalista y estándar de recital de rock. De entre los numerosos integrantes del grupo artístico fueron quedando como miembros más fijos del proyecto unos pocos: el Indio Solari (voz), Skay Beilinson (guitarra), La Negra Poli (representante) y Rocambole Cohen (director artístico).
Para 1984 quedaban como últimos integrantes de la época de rock teatral el periodista Enrique Symns, recitando y monologando en la introducción del espectáculo de los Redondos, el cantante de opera Rubén Sadrinas, quien sería despedido tiempo después, justo antes de la grabación del primer álbum del grupo (Sadrinas sería posteriormente el primer vocalista de Bersuit Vergarabat), y Las Bay Biscuits, un grupo del género conocido como música divertida, y formado íntegramente por mujeres: Fabiana Cantilo, Viviana Tellas, Diana Nylon, Claudia Puyó e Isabel de Sebastián, todas las cuales harían carreras posteriores.
En una entrevista con la Rolling Stone Argentina en su edición de noviembre de 2005, el Indio Solari habló sobre cómo fue esa transición de rock teatral a banda estándar de rock:

— Había tres guitarristas y tres cantantes, como Iche, cualquiera que se subía era cantante... (...) Era como una especie de estudiantina feliz, conmovedora por eso. Las canciones eran como un núcleo, pero en realidad era una cosa bastante disparatada.

— Lo extraño de eso es que, a la distancia, los Redondos siempre parecieron tener una especie de seriedad, una planificación conceptual más bien prematura.

— Eso es posterior. El verdadero nacimiento de los Redondos es posterior, más allá de que en ese momento las canciones ya las hacíamos con Skay. Pero todavía era como una especie de caos: había un actor cómico, variedades. Se adopta una cierta seriedad en el momento en que, después de una de las tantas separaciones, me vienen a ver Poly y Skay a la casa de Mufercho [Sergio Martínez], para proponerme venir a la Capital, porque todo aquello era en La Plata... Las bandas de amigos lo que tienen es que no todos saben tocar, y entonces llega un momento en que siguen los que realmente tienen una ambición musical. (...) Ya somos sólo nosotros tres, y la aventura de venir para acá implica cierto orden y también empezar a ver el asunto de producir e intentar que sobre un dinero para seguir produciendo, porque todo era muy costoso: nosotros estuvimos ocho años antes de grabar el primer disco. (...) Y bueno, queda una inercia de buscar variedades, pero en vez de que sean amigos que hacen payasadas, salimos a recorrer la noche de Palermo e invitamos a aquellos que sobresalían por algo. Así aparecen Enrique [Symns], Kiki Schwartz y montones de gente. Hasta que en un momento el rock & roll entra a imponerse en la gente.

— ¿Recordás cuál fue ese momento?

— Para mí hay un punto de inflexión en un show en que la gente se empezó a poner tan agresiva con Enrique que querían que se fuera a la mierda, porque habíamos hecho la primera entrada de rock & roll y estaban todos encendidos. Ya había muchos más pibes, no tanto este público bohemio de arquitectos, intelectuales, trolos, obreros portuarios. Para la monada, toda esa cosa estaba bien un rato, pero después...

— Empezaba a impacientarse.

— Sí, a Enrique le toca ésa, aunque él no lo quiera reconocer: la gente quiere que siga el rock & roll, no que haya alguien en el medio haciendo un monólogo. A partir de ahí nos queda claro lo que estaba prosperando, la gente nos va llevando a eso. Dijimos: “Bueno, esto es una banda de rock & roll”. Ya no se trataba de una especie de troupe de talentos. Había un proyecto concreto.
Indio Solari, noviembre de 2005.

### Debut discográfico, ascenso escalonado (1985-1989)

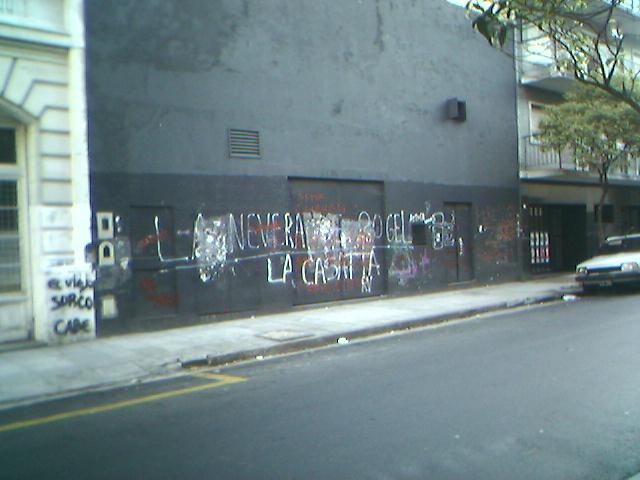
En el desaparecido boliche de rock Cemento tuvo lugar un recordado recital de los Redondos en mayo de 1987, con la participación de Luca Prodan, líder de Sumo, como invitado. Sería una de las últimas apariciones públicas de Prodan antes de su muerte.

El 22 de abril de 1985 finalmente lanzaron su primer álbum de estudio Gulp!, grabado en los estudios de MIA (Músicos Independientes Argentinos) y con el padrinazgo de Lito Vitale, quien fue crucial para el registro del debut, actuando como operador y como músico invitado en teclados en el álbum. Gonzalo Gonzo Palacios participó como músico invitado tocando el saxo en "Ñam fri frufi fali fru" y "Unos pocos peligros sensatos". Las Bay Biscuits, por su parte, darían su última participación junto a la banda en este álbum, haciendo coros en "La bestia pop" y "Ñam fri frufi fali fru". En "Superlógico", de cuya grabación en demo habían participado, fueron reemplazadas por Laura Hutton, Claudia Puyó y María Calzada.
Gulp! tuvo ventas moderadas (según Solari: Habremos vendido cuatro mil discos, lo cual no estaba mal para un grupo que empezaba. Esa era toda la gente que nos conocía: un grupo de periodistas, vagos de la noche con papás con plata, bohemios y algunos hippones) pero recibió muy buena respuesta tanto de los críticos, que destacaron su sonido nebuloso y espectral, como del público, y comenzó a incrementar por medio del boca en boca, con canciones como "La Bestia Pop", "Superlógico", "Ñam fri frufi fali fru" y "Unos pocos peligros sensatos" que comenzaron a difundirse. El dinero para esta producción independiente provino de un pozo común formado por un porcentaje de las ganancias de cada show.
La producción artística del empaquetado y arte de tapa fue hecha íntegramente de forma artesanal, algo que particularmente les demandó mucho esfuerzo físico para confeccionar cada una de las tapas del disco. La distribución comercial corrió por cuenta de Carmen Castro, más conocida como La Negra Poli, quien desde sus inicios fue la representante del grupo. En cierta ocasión Poly justificó las medidas casi herméticas que tomaba la banda, como una forma de mantener la independencia y la protección artística, frente a la manipulación de los productores:

Si un productor quiere ocuparse de Patricio Rey en grabaciones, o en lo que sea, está invirtiendo una cantidad. Y para resarcirse de lo que invirtió deberá vender a Patricio Rey de alguna manera que no tiene absolutamente nada que ver con lo que Patricio Rey quiere hacer.
La Negra Poli.

Su segundo álbum de estudio Oktubre, publicado el 4 de octubre de 1986, fue el que finalmente se convertiría en su álbum más emblemático. La crítica lo aclamó, por el sonido oscuro y denso que le prodigó su productor Daniel Melero (en ese momento líder de Los Encargados) y que se percibe especialmente en canciones de este álbum, como "Fuegos de octubre", "Música para pastillas", "Motor-psico", "Canción para naufragios" y "Jijiji". Esta última ocupa el quinto lugar en una encuesta realizada por la revista Rolling Stone, acerca de las 100 canciones más destacadas del Rock Nacional. A su vez, este álbum es posiblemente el de mayor contenido ideológico explícito que haya hecho la banda, tanto su título como el arte gráfico que acompañaba al mismo hace una clara referencia a la Revolución de octubre de 1917 que tuvo lugar en Rusia.
En ese momento, el Indio Solari toma una decisión de riesgo: renuncia a su trabajo en el Hogar Falcón para dedicar todo su tiempo a la banda, que de a poco comenzaría a tocar en lugares de mayor público, como Palladium, Parakultural y Cemento.
A comienzos de 1987 el grupo experimenta varios cambios en sus integrantes, configurándose lo que muchos consideran la formación más icónica de los Redondos: Walter Sidotti reemplaza a Ábalos en la batería. También se aleja Tito Fargo, quedando la guitarra solamente a cargo de Skay Beilinson (aunque en los shows en vivo solían llevar guitarristas invitados, como Conejo Jolivet). En noviembre de ese año Willy Crook deja el grupo para unirse a Los Abuelos de la Nada y su lugar lo ocupa Sergio Dawi, quien ya venía colaborando con la banda. Pese a no haber participado en la grabación de Oktubre, el Indio Solari le atribuye a Dawi ser el creador, con su saxo, del fraseo que, imitado luego por Skay Beilinson con su guitarra, se convirtió en el solo de "Jijiji". Beilinson, por su parte, niega esta versión, y dice que el tema surgió cuando él estaba tocando la guitarra en un balcón, recordando melodías clásicas de Jimi Hendrix acompañado de su esposa, La Negra Poli (mánager de la banda) y por el Indio Solari. Tras escuchar la introducción del tema, Solari agregó inmediatamente el estribillo «No lo soñé».
Con esta nueva formación el grupo logra acaparar más seguidores y la atención de la prensa, así como también se multiplica el número de shows brindados en distintos lugares de la capital. El hecho de contar con una sola guitarra origina un sonido más crudo y potente, que se registraría en siguientes álbumes.
El 23 de mayo de 1987 la banda brindó un concierto en Cemento, durante la puesta en escena de "Criminal Mambo", Luca Prodan (cantante de Sumo), se subió al escenario y cantó pasajes de la canción. Después de unas breves partes en italiano cantadas por el Indio, Luca prosiguió con un inglés oscuro y gutural. En diciembre el líder de Sumo moriría. Años más tarde el Indio se refirió al encuentro:

No había en esa época una cosa ordenada, como ahora. Era muy happening, en general, el asunto: Luca estaba ahí, vino al camerino, estuvimos charlando y pintó.
Indio Solari.

En 1988 editaron su tercer álbum de estudio, Un baión para el ojo idiota. Este álbum es considerado por el propio Indio Solari como el que refleja más fielmente el sonido del grupo. Casi todos los temas de este álbum se convirtieron en clásicos de la banda. Entre ellos está el que daría lugar al único videoclip de la banda, "Masacre en el puticlub", rodado en animación a partir de dibujos de Rocambole. Además contiene una canción emblemática para la banda y su público, "Vamos las bandas", un swing con marcado ritmo de saxofón a cargo de  Gonzalo Gonzo Palacios, piano y batería, que celebra el clima de complicidad entre la banda y su público, y que devendría en uno de los nombres de los grupos de seguidores de Los Redondos.
En febrero de 1989, en momentos en que la Argentina vivía una enorme crisis a partir del intento de copamiento al Cuartel de La Tablada organizado por el Movimiento Todos por la Patria, los Redonditos se encerraron durante dos semanas en el estudio Del Cielito, en Parque Leloir. Allí dieron forma al álbum que los alejaría del sonido pop de los primeros trabajos discográficos y apostaría en una dirección más cercana al rock'n'roll, tarea que le encomendaron al propietario del estudio, Gustavo Gauvry, quien se encargó de la producción y la mezcla. Según este último, "yo me había matado por lograr un sonido sucio, cavernoso, muy comprimido, con muchos agudos y graves". El resultado fue el disco de sonido más fuerte de toda la discografía de la banda: ¡Bang! ¡Bang! ¡Estás liquidado! (1989). Es un disco corto (sólo 33 minutos) y de una gran potencia, construido a partir de canciones que la banda llevaba tocando en vivo desde mucho tiempo antes, como "La Parabellum del buen psicópata", "El snifa" (luego "Rock para los dientes"), "Maldición, va a ser un día hermoso" y "Ropa sucia", a las que se agregaron canciones más nuevas, como "Nadie es perfecto", "Héroe del whisky" (dedicado a Enrique Symns), y el marcial "Nuestro amo juega al esclavo". Finalmente, "Esa estrella era mi lujo", fue compuesta en esos mismos días en Del Cielito.
El 22 de julio de 1989 hicieron su primer show fuera de Argentina, en el Palacio Peñarol en Montevideo, Uruguay. Los Redondos tendrían muy contadas actuaciones fuera de su país, todas siempre en Montevideo, lo cual influiría de alguna forma en la falta de popularidad que la banda tendría fuera de Argentina.

### Éxito comercial y masividad (1989-1998)

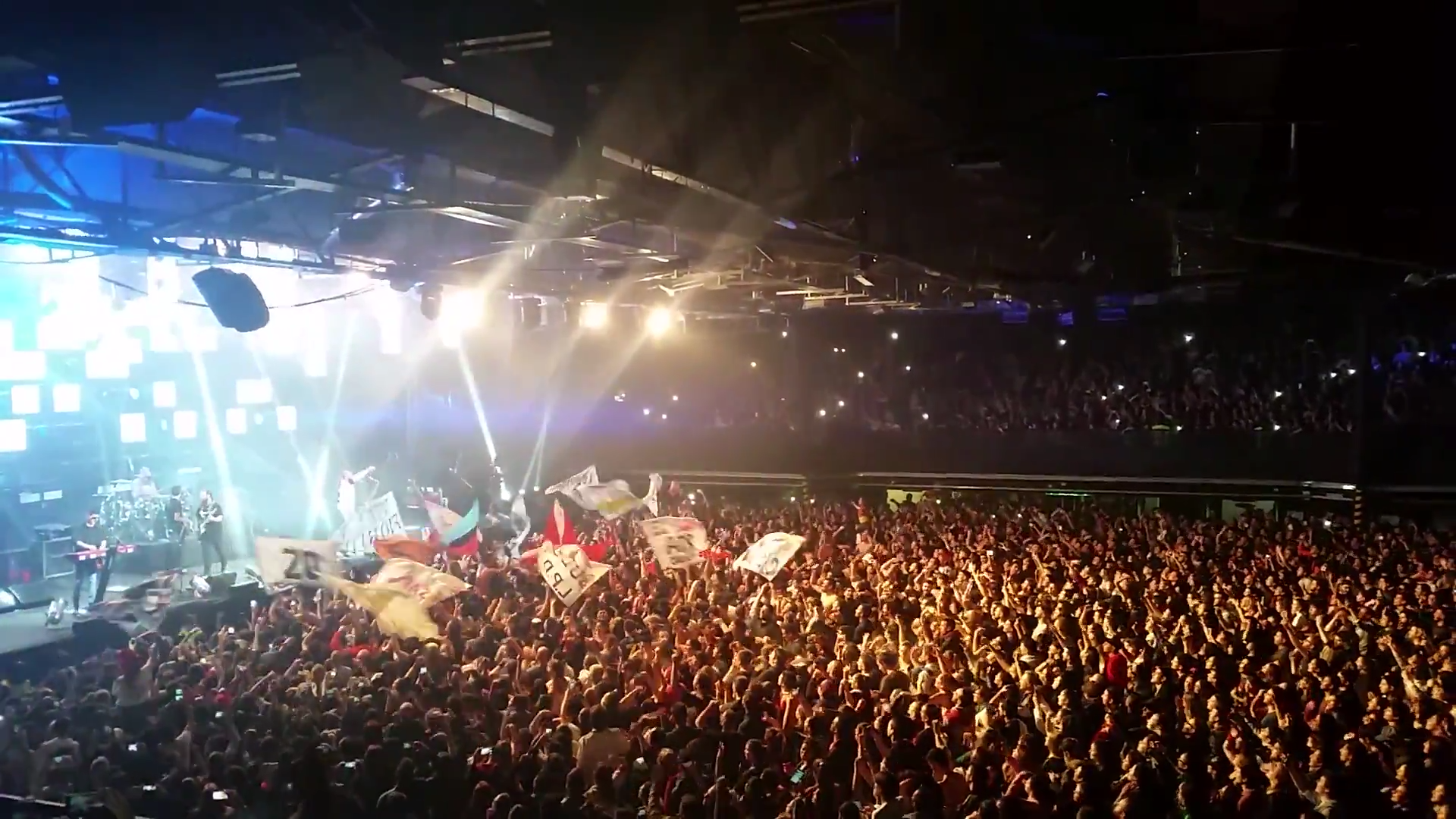
En diciembre de 1989 los Redondos se consagraron en el Estadio Obras Sanitarias, conocido como el templo del rock argentino. El tercer show fue realizado en la cancha exterior de hockey, algo que sólo había hecho Soda Stereo en 1988.

Finalmente el 2 de diciembre de 1989 el grupo tocó en el Estadio Obras Sanitarias. El estadio techado contaba con una capacidad para 4700 personas, la cual fue rápidamente alcanzada, sorprendiendo a la propia banda. Por lo que agregaron una nueva fecha, pero una vez más las entradas fueron vendidas rápidamente. Ante la demanda, la banda anuncio un tercer show para el 29, pero esta vez no en el estadio techado, sino afuera, en las canchas de hockey de Obras, que al ser un espacio abierto permitía una capacidad de hasta 25.000 personas y logrando vender todas las entradas. Los Redondos pasaron de tocar en lugares pequeños a llenar un estadio en sólo veintisiete días. Era la segunda vez en la historia que una banda tocaba en la cancha de hockey de Obras con un recital propio (no como parte de un festival), sólo después de Soda Stereo, que lo había logrado en diciembre de 1988. En este recital aparecieron los primeros problemas de seguridad y el control sobre su público, los seguidores empezaron a mover el escenario, lo que hizo peligrar la estructura del mismo y provocó que la banda parara con el recital y pidiera al público que se calmara. Pese a este incidente, los shows de Obras tuvieron muy buena recepción del público y crítica, y en las votaciones de fines de 1989 en el Suplemento Sí! y la revista Rock&Pop, Los Redondos fueron elegidos como la banda del año, cortando con la hegemonía que había tenido Soda Stereo en el ambiente en los años 1985, 1986, 1987 y 1988. Soda Stereo únicamente fueron votados banda del año en la Pelo.
Aunque para cierto sector de los fanes le disgustó que tocaran en Obras, pues consideraron que presentarse en un estadio con tanta capacidad consistía en una traición a los principios del grupo, los cuales esencialmente eran opuestos a la comercialización y al merchandising, lo cierto es que la popularidad de los Redondos se expandió enormemente con su llegada al templo del rock argentino, y dejaría el terreno perfectamente preparado para el destino de la banda en la siguiente década, donde la masividad de los Redondos aumentaría aún más, generando un marcado cambio en la composición social de su base de seguidores. Las "misas ricoteras" como se llamaba a estas enormes congregaciones, se caracterizaban por la presencia de banderas, cánticos futboleros y hasta un discurso en el público que no se condecía con la música de la banda ni con sus letras. Entre las consecuencias de este cambio estuvo el crecimiento de los hechos de violencia, tanto en enfrentamientos entre el público (parte del cual se identificaba como "barras" con banderas y distintos nombres, a veces vinculados con su lugar de origen, y de un recital a otro arrastraban relaciones de amistad o enemistad con otras barras) como enfrentamientos con la policía. En el nuevo folklore que se iba generando en torno a las "misas" en los estadios, estos enfrentamientos eran contados como una señal de "aguante", término tomado del ámbito del fútbol argentino.

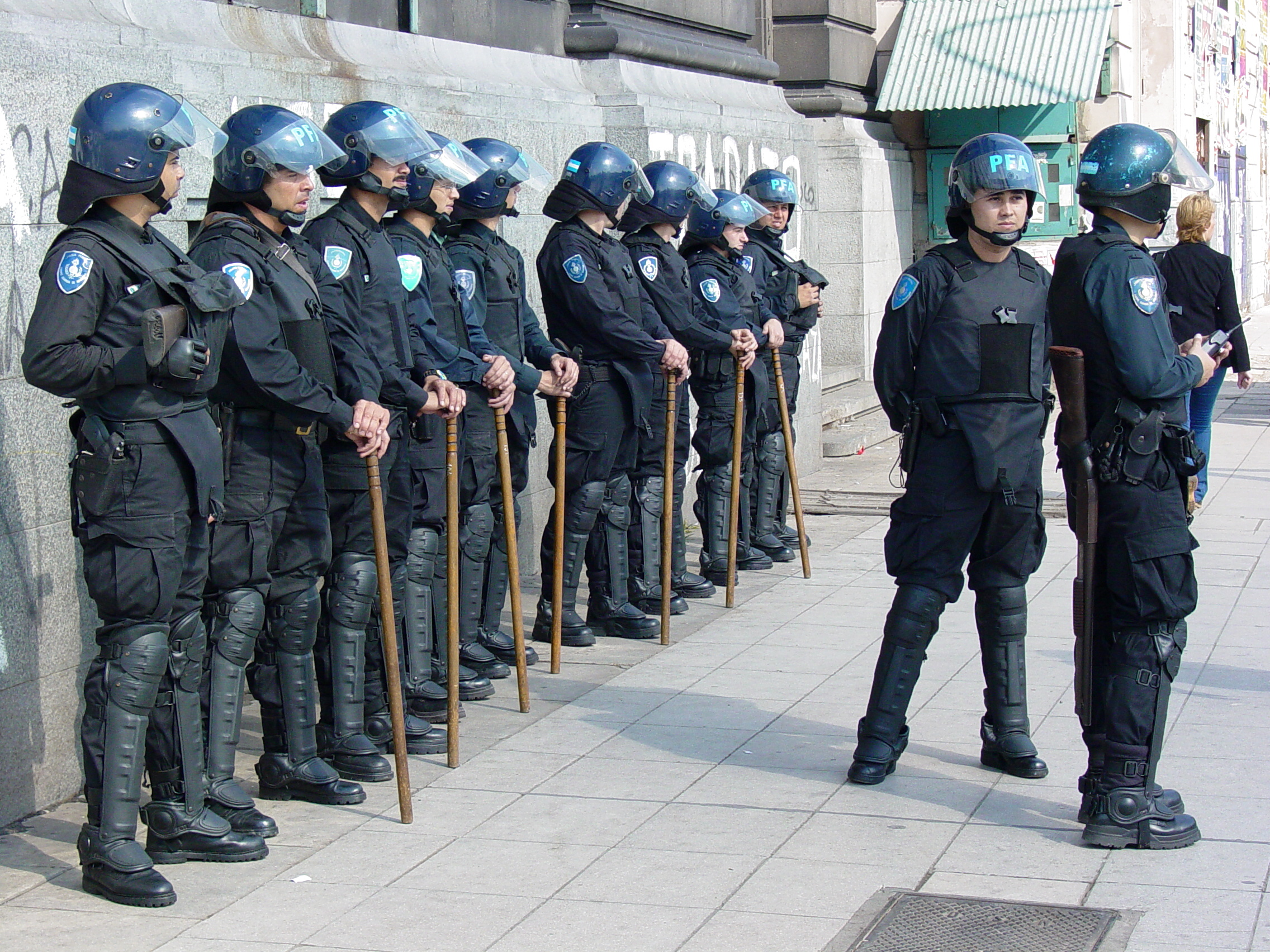
En abril de 1991, en un recital de los Redondos, la represión de la Policía Federal Argentina provocó la muerte de un seguidor de la banda, Walter Bulacio.

El 19 de abril de 1991 vuelven a presentarse en Obras Sanitarias y es allí donde se produjo uno de los hechos de violencia más graves que involucraron a la banda, cuando, tras algunos incidentes ocasionados por fanáticos, la Policía detiene a unas cuarenta personas por averiguación de antecedentes entre las que se encuentra Walter Bulacio. El mismo es abandonado por la policía doce horas después del arresto en una ambulancia del Cipec. Tras pasar horas de detención en condiciones de dudosa legalidad y cinco días en coma, muere en medio de declaraciones contradictorias. La carátula pasa de «muerte por lesiones graves» a «muerte dudosa», pero los culpables no aparecen pese a varias marchas de repudio organizadas por fanáticos (sin la presencia oficial del grupo, lo que le granjea varias críticas). Desde ese entonces, un nuevo cántico es incorporado por el público: «Yo sabía, yo sabía, a Bulacio lo mató la Policía».
Ese mismo año editan su nueva placa La mosca y la sopa. Para esta ocasión la banda se instaló nuevamente en los estudios Del Cielito. El disco contó con el arte de grabación de diversos técnicos debido a la metodología que tomó la banda de no internarse en el estudio. Lito Vitale es invitado nuevamente en el piano en la canción "Blues de la artillería". El aĺbum cuenta con canciones muy populares de la banda como "Mi perro Dinamita" (un rock and roll con base boogie-woogie), "Tarea fina" (un rock romántico), "Un poco de amor francés" (un rock seductor de pulso suave, sobre la base de un riff en la guitarra y un instrumental final basado en el saxofón, que contiene una de las pocas letras de los Redondos que se refieren a un acto sexual) y "Queso ruso" (el cual representa una crítica a la participación de Estados Unidos en la Guerra del Golfo). También incluye el tema "Fusilados por la Cruz Roja", una crítica abierta a los abusos por parte del Estado y la policía a los ciudadanos, probablemente haciendo referencia al mencionado caso del asesinato de Walter Bulacio a manos de la Policía Federal Argentina. El álbum marcó un éxito masivo estando varios meses en los primeros puestos de las radios argentinas. Para fines de 1991 Patricio Rey se vuelve a presentar en Obras.

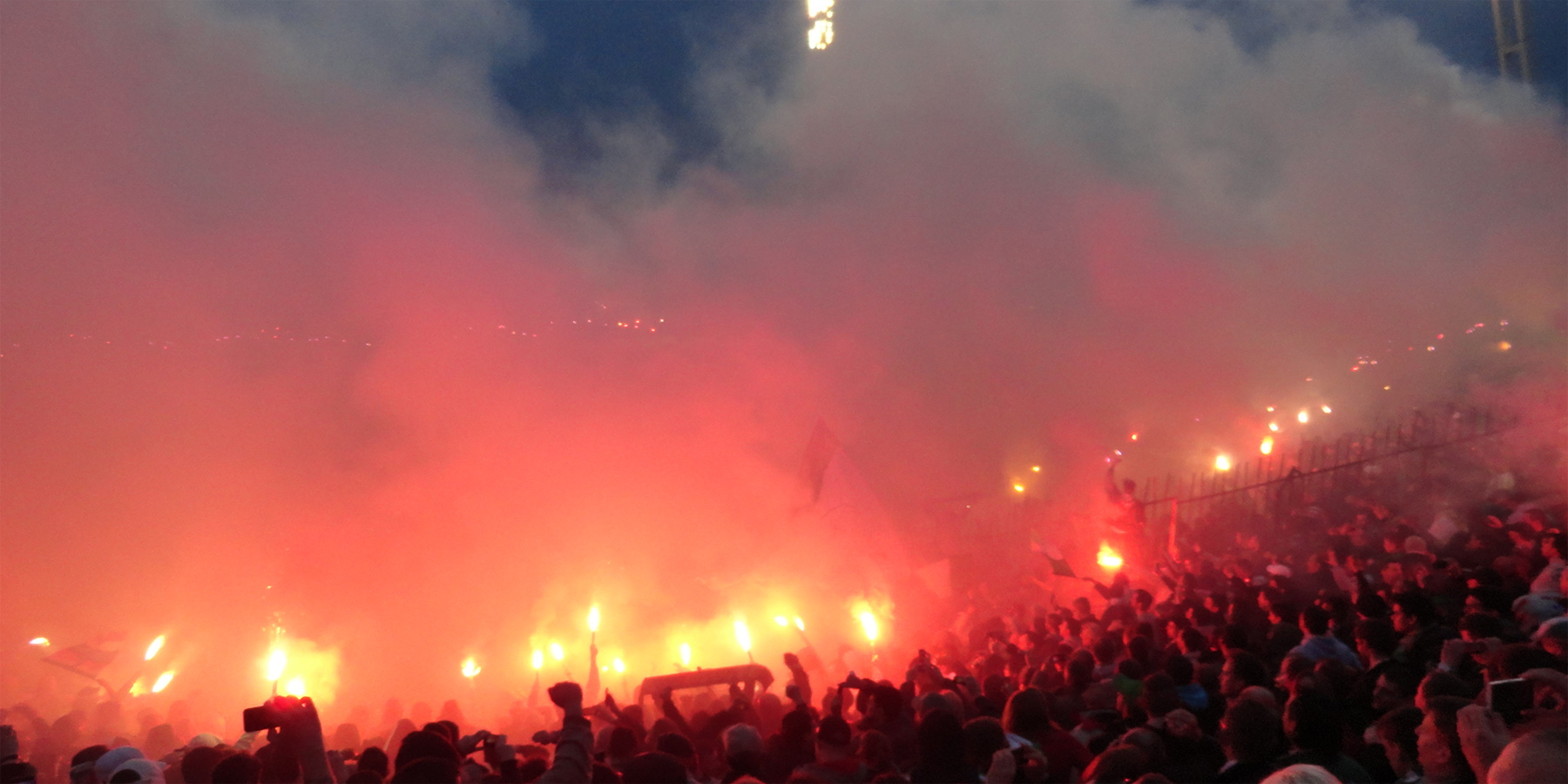
Los Redondos pasan a volverse un fenómeno masivo, con recitales en estadios donde los seguidores encienden bengalas y desarrollan un clima futbolero.

Es en esta época que comienza la supuesta rivalidad entre los Redondos y Soda Stereo, alimentada por la prensa, por ver cuál era la banda argentina más importante del momento.
En 1992 lanzan el que sería su único álbum en vivo oficial, En directo, con registros de los shows en el Teatro de Verano de Uruguay el 8 de diciembre de 1989 y en el Estadio Obras Sanitarias el 29 de diciembre de 1991.
En 1993 retornaron con la presentación del doble álbum Lobo suelto-Cordero atado, presentando un rock más dinámico con ciertas innovaciones que mejoraban la calidad del sonido del álbum. Volvieron a confiarle la producción a Gustavo Gauvry (productor de ¡Bang! ¡Bang! ¡Estás liquidado!) en su estudio Del Cielito, pero finalmente una visita de éste junto con el técnico de sonido Mario Breuer a los Estados Unidos desembocó en la posibilidad de realizar la masterización de Lobo suelto, Cordero atado en aquel país, hecho que, en medio de la persistente búsqueda de sonido por parte de la banda, resultó muy oportuno. Siguieron algunos viajes, y la concreción de la mezcla se efectuó en un estudio de Miami y luego fue completada en Los Ángeles.
El arte de tapa estuvo a cargo de Rocambole en Lobo suelto, cordero atado, vol. 1 y del bajista Semilla Bucciarelli en Lobo suelto, cordero atado, vol. 2.
De esta producción se destacan: "Yo caníbal", "Caña seca y un membrillo", "La hija del fletero" y "Un ángel para tu soledad". Además, se incluyen en el registro canciones experimentales como "Invocación", "Capricho magyar" y "Soga de Caín".
El álbum contó con la participación del guitarrista Gabriel "Conejo" Jolivet, guitarrista que tocó en la banda en 1978, y del coro femenino de blues y soul Las Blacanblus. Con el aporte de dichos invitados presentan el registro los días 19 y 20 de noviembre de 1993 en el Estadio Tomás Adolfo Ducó de Huracán, en el que fue su primer recital en el campo principal de un estadio grande de fútbol. Originalmente el plan era presentar el día 19 Lobo Suelto, y el 20 hacer lo propio con Cordero Atado. Entre los dos días convocaron a más de 70.000 personas, marcando un nuevo hito en asistencia.

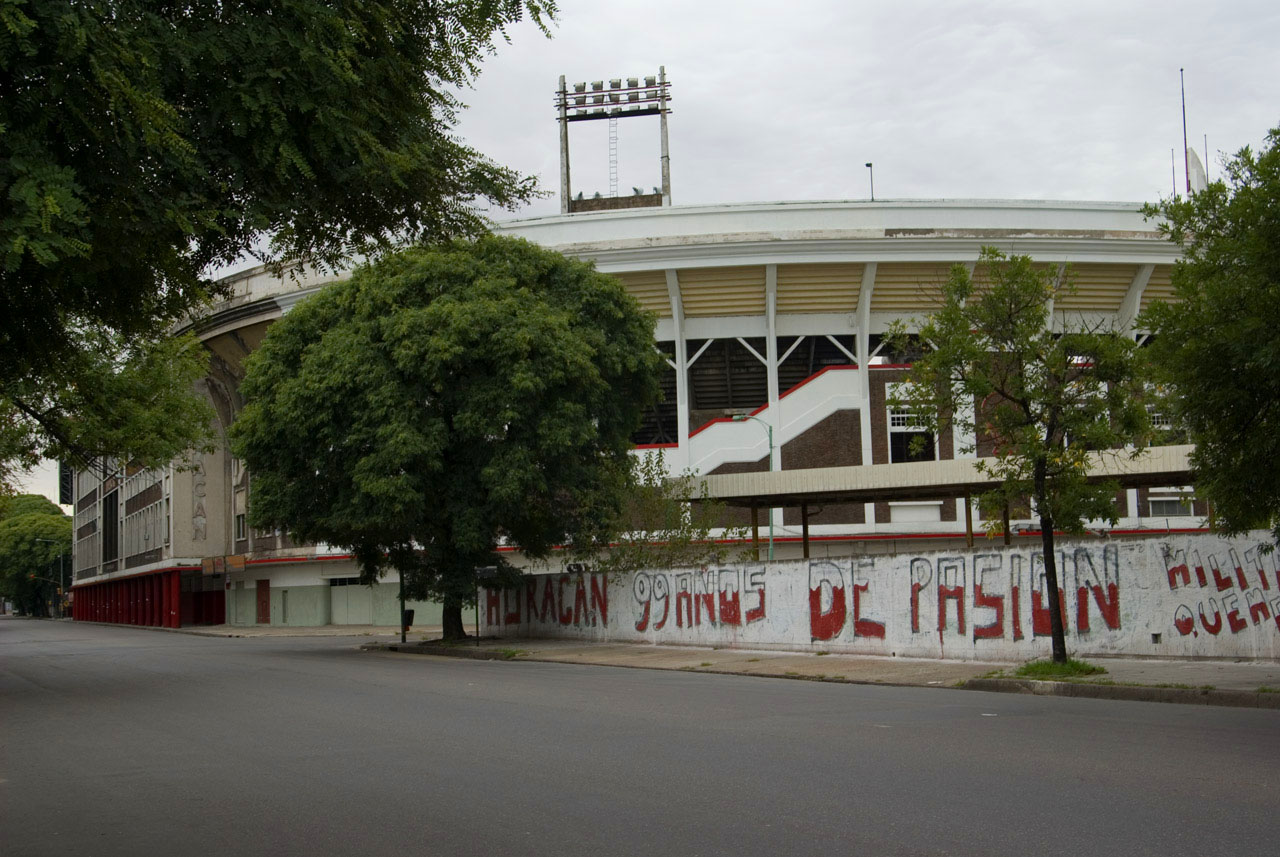
Tras los incidentes en Huracán en 1994, con 28 heridos y 60 detenidos, la banda abandonó la capital y comenzó a girar por todo el país.

En mayo de 1994 vuelven al estadio de Huracán, luego en agosto tocaron tres veces en Go! Disco de Mar del Plata (uno de los lugares centrales del rock en la ciudad costera, donde también tocarían, el mes siguiente, Ramones), y cerraron el año con dos recitales en diciembre nuevamente en Huracán superando su récord personal al juntar 80.000 personas en ambos recitales (los dos recitales del los días 16 y 17, quedaron registrados en material fílmico que quedó guardado por la banda, y que fue revelado al público recién en 2012 por medio de YouTube). No obstante, la violencia volvió a estar presente en aquella oportunidad, con incidentes en el recital en Huracán que dejaron un saldo de 28 heridos y 60 detenidos. A partir de aquí los Redondos (y, más tarde, el Indio Solari en su carrera solista) se decantarán preferentemente por hacer recitales en el interior del país. De este modo, se anunció una presentación en la ciudad santafesina de San Carlos, en agosto de 1995. Para la fecha del show, la capacidad hotelera había sido totalmente saturada y hordas de fanáticos se instalaban en carpas en las afueras de la ciudad. Realizaron dos shows en una discoteca con capacidad para 3000 personas que fue totalmente colmada. Luego de los shows en San Carlos, la banda repitió en Mar del Plata en octubre y cerraron el año yendo por primera vez a Entre Ríos, más precisamente en Concordia en la discoteca Costa Chaval los días 8 y 9 de diciembre.

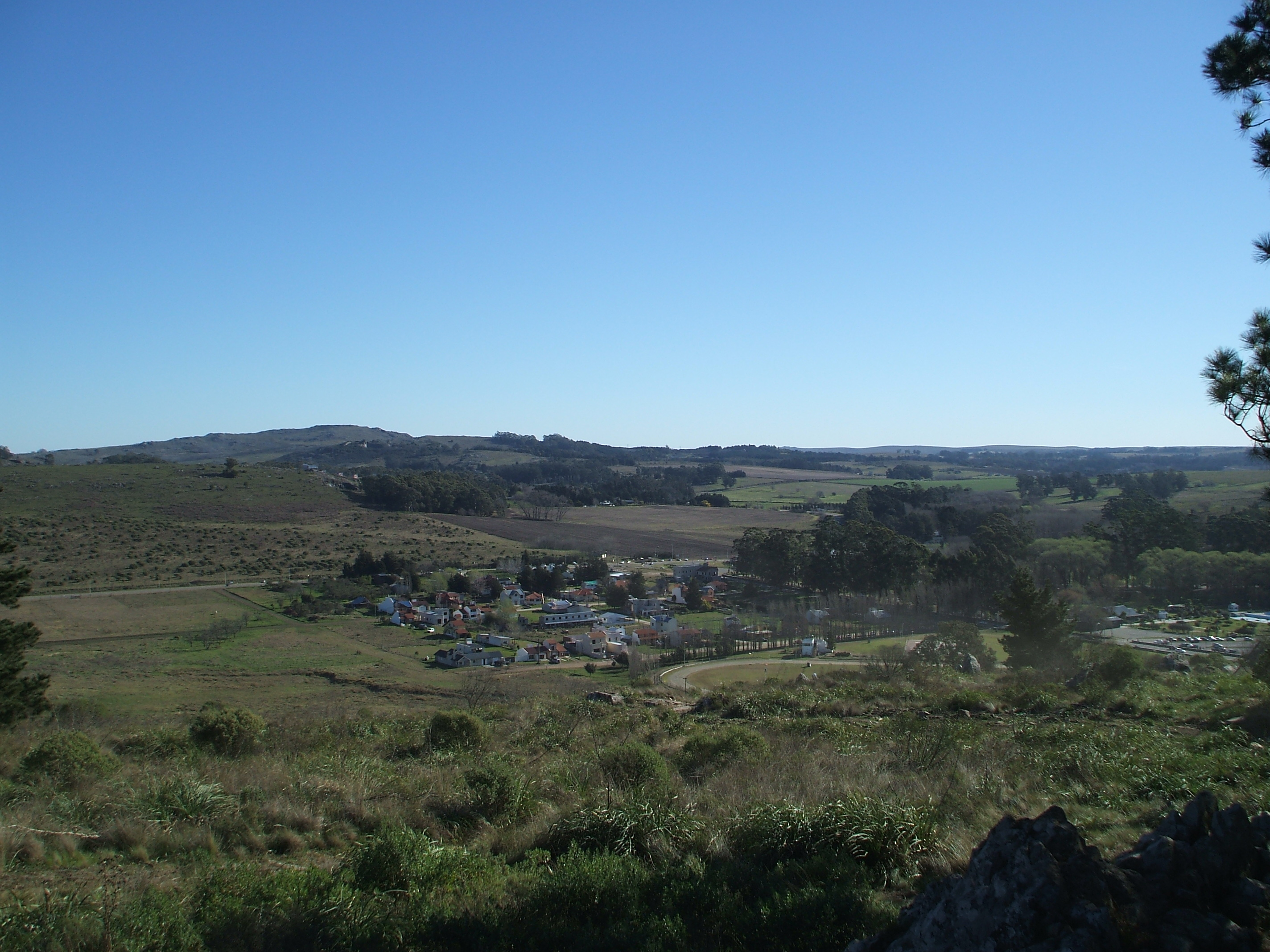
La cancelación de uno de sus recitales en 1997 por el temor a incidentes violentos obligó a los Redondos, tradicionalmente esquivos a las apariciones en grandes medios de prensa, a aparecer en televisión por única vez en su historia, para informar sobre la reprogramación del recital hacia Tandil.

En noviembre de 1995 se realizó la ceremonia de los Premios Konex a las personalidades más destacadas de la música argentina. Allí la banda ganó el Diplóma al Mérito, en reconocimiento a su trayectoria en la última década, idéntico galardón ganó en aquella ceremonia el Indio Solari en la categoría de cantante de rock masculino.
En 1996 salió a la venta uno de sus álbumes más oscuros, y a la vez uno de los más populares, Luzbelito, el cual contaba con un sonido mucho más oscuro y una atmósfera opresiva, notoria en canciones como "Luzbelito y las Sirenas", "Cruz Diablo", "Fanfarria del Cabrío","Rock Yugular". Este clima oscuro se reforzaba con las letras que hacían referencias a un hijo ficticio del demonio llamado Luzbelito. Todo el conjunto conformaba un álbum de pretensiones conceptuales. Este concepto cristalizaba aun mejor con su presentación en una caja de cartón, que conformaba un elaborado mini-libro con ilustraciones alegóricas creadas, como en todos los discos de la banda exceptuando En Directo, por el artista Rocambole. Por otra parte, y como excepción, se incorporaba el medley «Mariposa Pontiac - Rock del País» y "Blues de la libertad", canciones compuestas durante la primera época del grupo (existen grabaciones como la del teatro Margarita Xirgu de diciembre de 1979 donde ambos temas figuran en el setlist). El medley, especialmente, tiene un sonido de rock básico y directo, desentonando bastante con el tono del resto del disco. El tema del final, "Juguetes Perdidos" se convirtió en uno de los mayores clásicos de los recitales y, pese a que su letra críptica da lugar a diferentes interpretaciones, ha sido entendido como una reflexión sobre la preocupación de la banda por su incapacidad para controlar a su nuevo público ("Estás cambiando más que yo ... asusta un poco verte así").
El álbum llevó más tiempo de producción que los anteriores, además de usar más estudios de grabación (se grabó en Be Bop, San Pablo, New River, Fort Lauderdale y El Pie, Buenos Aires).
La polémica creciente por la violencia en sus recitales volvió en agosto de 1997, cuando Helios Eseverri, quien era el intendente de Olavarría, decretó la prohibición a los Redondos de tocar en dicha ciudad, por miedo a que allí también se repitieran los incidentes violentos. Esta medida provocó la cancelación de los recitales programados para el 16 y 17 de agosto de 1997. La banda empezó a temer que sus seguidores, con malestar y bronca por la cancelación de shows por los que pagaron entradas, tomaran la ciudad y produjeran incidentes violentos. De modo tal que, ante el desencadenamiento de estos acontecimientos extraordinarios, decidieron tomar una medida extraordinaria: Los Redondos, tradicionalmente reacios a aparecer en los grandes medios de comunicación, brindaron una conferencia de prensa televisada en directo por única vez en su carrera, donde informaron a su público acerca de lo sucedido, explicaron las razones de la cancelación, y anunciaron la nueva fecha y lugar de los recitales. Finalmente el show se realizó el 4 de octubre de ese año en Tandil, sin incidentes y con 21.000 asistentes, que soportaron una intensa lluvia durante todo el concierto.
El cierre de año fue el 13 de diciembre de 1997, en el Estadio Brigadier General Estanislao López, de Colón de Santa Fe. Pese a las malas condiciones climáticas, más de 20.000 seguidores se presentaron en el show.
El 23 de mayo de 1998 cuando se presentaron en Villa María (Córdoba) volvieron a suceder hechos de violencia: una estampida de gente intentó entrar al recital sin pagar entrada, dando como resultado 30 heridos, 20 detenidos y el móvil de Crónica TV destruido; además, un joven de 22 años llamado Javier Lencina murió al caer de un tren. Al enterarse de los incidentes, Solari proclamó antes de empezar el show "estos quilombos no hacen otra cosa que acelerar el fin de la banda".

### Experimentación electrónica y recta final (1998-2001)

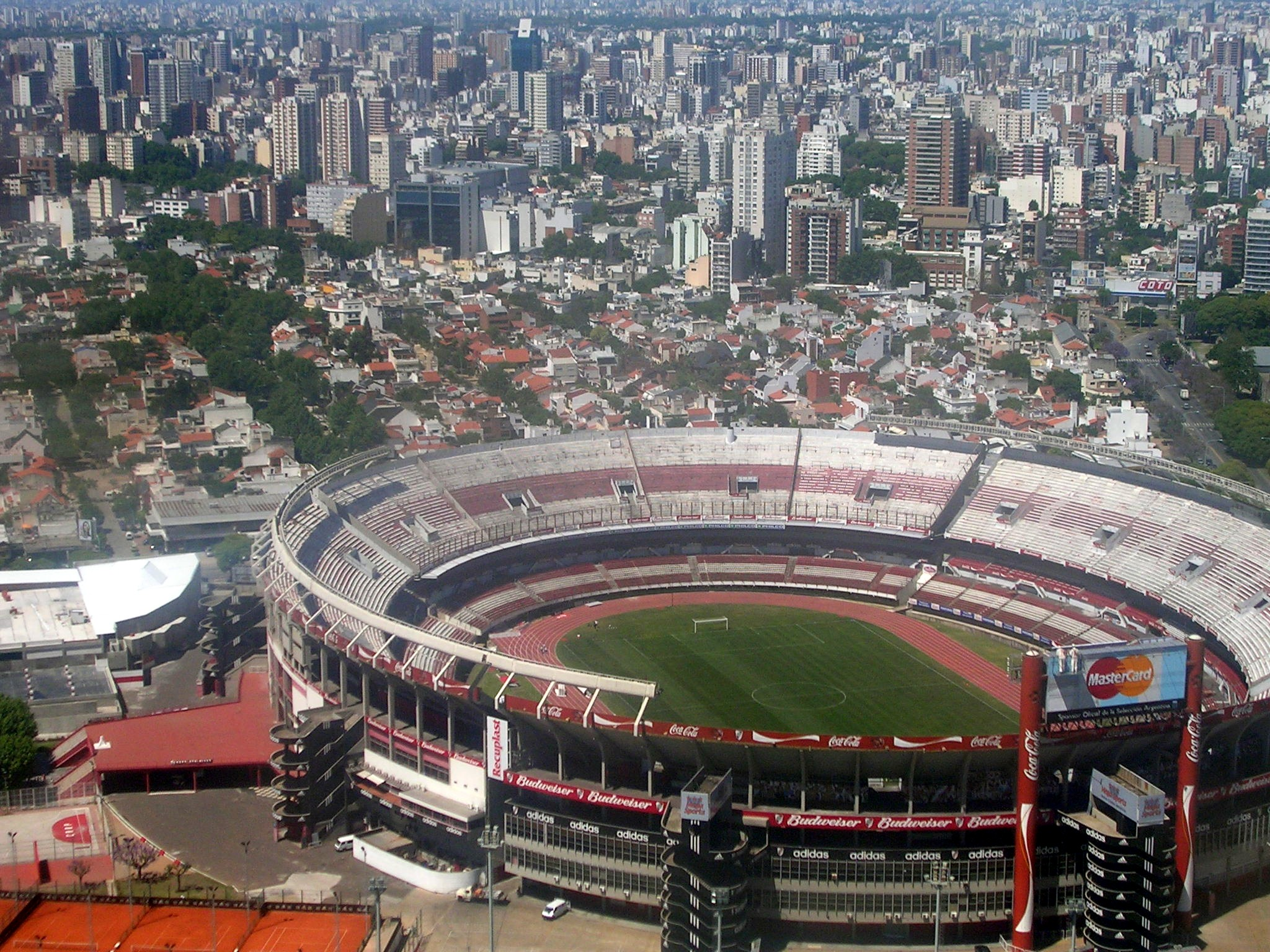
La banda llegó a su apogeo en popularidad en abril de 2000, con 70.000 personas en el estadio de River Plate. No obstante, quedó empañado por la violencia: hubo un muerto por arma blanca, 150 heridos y 39 detenidos.

En 1998 se incorporan como miembros estables de la banda el Conejo Jolivet en guitarra y Hernán Aramberri en batería, este último había trabajado junto a la banda progresivamente a partir de Lobo suelto y Cordero atado, de 1993, en la programación de samplers.
Al mismo tiempo graban junto a Rodolfo Luis González (un exasistente de la banda que fue bautizado con el seudónimo "El Soldado"), un álbum llamado Tren de Fugitivos en el que participaron Skay, Semilla, Sidotti, Dawi, Indio y Conejo, que tuvo aclamación dentro del circuito underground. Este álbum terminó lanzando a la fama a El Soldado, quien tuvo en "El ángel de los perdedores" a su éxito más reconocido, permitiéndole años más tarde encarar su propio proyecto independiente.[cita requerida]
Ese mismo año salió a la venta Último bondi a Finisterre, un álbum que representa el mayor giro en la estética sonora de los Redondos, pasando a un estilo más de rock electrónico gracias a la incorporación de sonidos digitales y samplers. La banda intentó crear a través de estos recursos una atmósfera ciberpunk para acompañar las letras que, en su mayoría, van en esa dirección, con muchas alusiones a la ciencia ficción futurista. El concepto se redondea con el arte de tapa en el que, por primera vez, se ve una imagen de los músicos, aunque no en fotografía, sino estilizados como personajes de un videojuego. En declaraciones de Solari:

Nos dimos el gusto de hacer un producto no estándar. Este trabajo del sonido, que parece una novedad, en nuestros demos está hace mucho. Yo ya componía a partir de la computadora y el sampler y después reemplazaba la programación por la banda, pero quedaban muchas texturas por el camino. Ahora decidimos dejar las cosas sin que el pulso rockero de Los Redondos se apoderara de todo el asunto. Y, en realidad, el acto fundacional tiene que ver con Luzbola, que es nuestro estudio propio. La tecnología te permite plagiar, secuestrar sonidos y eso es rico porque amplía el campo posible de la música. Para nosotros, a esta edad sería un castigo tener que estar todos los sábados «chan-chan-chan». Eso ya es trabajar de uno mismo, hacer de clásico.
Indio Solari.

Este paso musical no fue bien recibido por el público de la banda, especialmente por los que se habían incorporado en los años '90 y se sentían parte de la tribu del "rock barrial" (aunque los Redonditos nunca pertenecieron musical ni líricamente a ese estilo). En los cánticos de los recitales, en el supuesto enfrentamiento con los fanes de Soda Stereo, los "ricoteros" directamente se burlaban del uso de la tecnología digital en la música y presumían de un purismo por el sonido clásico de rock'n'roll. Los Redonditos de Ricota nunca habían sido cultores de ese tipo de purismo, pero el uso abierto y ostensible de samplers y sonidos electrónicos desconcertaba a este público. De hecho, es el único disco de la banda que no tuvo hits de alta rotación en radios de rock.
No obstante, los recitales masivos de la banda no perdieron convocatoria. El disco fue presentado las noches del 18 y 19 de diciembre en el estadio de Racing Club de Avellaneda, ante un público de 50.000 espectadores en cada noche (El show del día 19 quedó registrado en un material fílmico que la banda guardó durante años, hasta que se filtro al público en 2010 por medio de Youtube), pero la reacción del público no fue buena y así fue reflejado por los medios de comunicación de la época. El diario Página 12 comentó el recital con el título "Las bandas querían rock; no tecno" y el copete "Los Redondos convocaron una multitud y la defraudaron". Si bien la nota resalta que no hubo hechos de violencia, habla a las claras de la distancia entre el público y el nuevo material: "Por vez primera, los Redondos experimentaron en carne propia el verdadero significado de aquello de llamar a un gato con silbidos. A pesar de que el grupo nunca pregonó una pertenencia dogmática al rock clásico --basta escuchar sus discos con atención--, en Racing quedó claro que su público considera incompatible el espíritu de la banda con cualquier tipo de matiz "moderno". A cada tema de Último bondi correspondió un tímido aplauso de compromiso". También señala el final del show y un hecho completamente desacostumbrado: "el grupo terminó, se retiró de la escena ... y cincuenta mil personas se quedaron en un sepulcral silencio. No hubo gritos, no hubo aplausos, no hubo pedido de bises. Sólo cuando el quinteto retornó con números indestructibles como "Mi perro dinamita" y "Ñam fri fruli fali fru", la repleta cancha de Racing --una vez comenzado el show dejaron entrar al público que permanecía en las inmediaciones-- volvió a cobrar un aire ricotero".
Además, la violencia en los recitales volvería al año siguiente. En los días 19 y 20 de junio de 1999 tuvo lugar uno de los episodios más graves que involucraron a la banda, con sus recitales en el Patinódromo Municipal de Mar del Plata. Antes de los mismos recitales hubo problemas, con dos heridos que iban de camino a la ciudad: uno lo arrojaron del tren y al otro lo balearon. Luego ya en Mar del Plata se produjo una batalla campal entre la policía y los seguidores, con un saldo de 500 detenidos, un policía baleado, 100 heridos con bala de goma, comercios saqueados y autos incendiados. Los incidentes fueron los más graves que habían tenido los Redondos hasta ese momento, y repercutirían en el futuro de la banda.
En abril de 2000 realizaron dos recitales en el estadio de River Plate, la asistencia al evento fue de 70.000 espectadores cada noche, convirtiéndose en uno de los shows pagos más exitosos de Argentina, y marcando el clímax en la popularidad de Los Redondos. No obstante, una vez más la violencia volvió a estar presente: durante el recital del 15, mientras sonaba «El árbol del gran bonete» en el campo hubo un enfrentamiento entre barras bravas de Deportivo Morón, Almirante Brown y Laferrere, un expresidiario de 27 años llamado Jorge Ríos sacó un cuchillo y apuñaló a 7 personas, pero luego fue asesinado con su propio cuchillo. Viendo el desmadre que sucedía en el campo, la banda paró de tocar y se fue del escenario. Después de 30 minutos volvieron y el Indio pronunció:

Ha pasado algo muy grave acá, préstenme atención, carajo. Acá pasó algo muy grave. Han entrado un par de hijos de puta, no sé si mandados por alguien o qué, que se cagan en el esfuerzo de la banda y de los 70, 80 mil pibes que vinieron a vernos. Hay varios chicos lastimados. Así que consideren ésta como una de las últimas noches que tocamos. No estamos de ánimo y sólo vamos a concluir este show por respeto, pero consideren ésta como una de las últimas noches que tocamos. Parece que todo el esfuerzo de la prensa que quiso ubicarnos en un ghetto, dio resultado. Ahora por un dictamen del juez vamos a tener que terminar el show con las luces prendidas.
Indio Solari, 15 de abril de 2000.

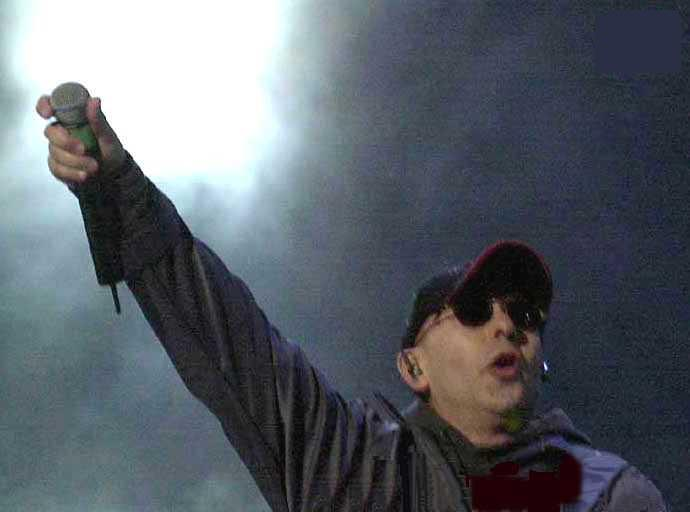
El Indio Solari en el recital realizado en Montevideo en abril de 2001. Sería el penúltimo de la banda antes de su separación en noviembre de ese año.

El recital no se suspendió, pero tuvieron que tocar el resto del mismo con las luces encendidas. Las dos fechas estuvieron ensombrecidas por incidentes en las afueras del estadio, con saldo de 150 heridos y 39 detenidos. Este hecho en suma con los anteriores incidentes provocaron que la banda entrara en su recta final.
A finales de ese año se puso a la venta Momo Sampler, un álbum completamente «artesanal», según el propio Solari, ya que la misma banda no contrató a ningún artista ni empresa para estos trabajos, y se encargó de todo el diseño exterior del disco.[cita requerida] Esta, que sería su última producción discográfica, fue mezclada en parte en Nueva York[cita requerida] y ahonda más en la experimentación con samplers, del cual toma parte del nombre. De esta forma, el álbum siguió la línea que había comenzado a trazar Último Bondi a Finisterre, con sonidos más elaborados, una mayor participación de computadoras y aparatos digitales. En este disco solamente grabaron Solari, Aramberri y Beilinson, ya que se utilizaron los sonidos sampleados de Sidotti, Dawi y Bucciarelli.
Para la presentación del último trabajo, el grupo cruza la frontera con la República Oriental del Uruguay y lo presenta en el Estadio Centenario de Montevideo, los días 22 y 23 de abril de 2001. En cada recital asistieron alrededor de 65.000 personas y en un ambiente de total normalidad.
El 4 de agosto de 2001 los Redondos dieron un recital en el Estadio Chateau Carreras, en Córdoba, ante 40.000 espectadores. Pero nuevamente quedó empañado por episodios violentos: un joven de 31 años llamado Jorge Felipi murió al caer desde lo alto de la tribuna al estacionamiento afuera del estadio, mientras que otras dos personas quedaron heridos al caer al foso perimetral.
Al show le siguieron varios meses de silencio, donde Skay Beilinson y la Negra Poli anunciaban que «al menos por un tiempo, Patricio Rey permanecería en silencio», lo que motivó varias especulaciones sobre el futuro de la banda.
El 8 de diciembre de 2001 iban a dar un recital en el Estadio 15 de Abril de Unión de Santa Fe, pero se terminó suspendiendo ya que el 2 de noviembre del mismo año se oficializó la separación, luego de veinticuatro años de carrera.

## Después de la separación

### Premios póstumos

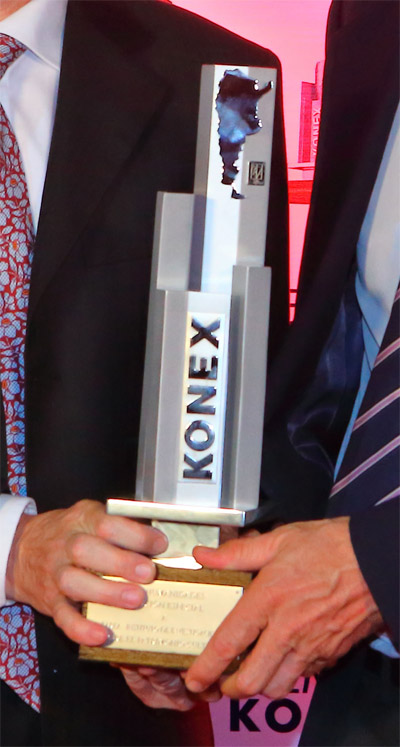
En 2005 el grupo obtuvo el Premio Konex de Platino a la mejor banda de rock argentino de la década.

A poco de separarse en noviembre de 2001, pronto comenzaron a recibir premiaciones póstumas, que irían aumentando a través de los años.
En 2002 una lista elaborada por el canal MTV y la edición argentina de la revista Rolling Stone con las 100 mejores canciones del rock argentino de toda la historia premió sus canciones «Un poco de amor francés» (N°54), «La bestia pop» (N°32) y «Jijiji» (N°5).
En 2005 en la ceremonia de los Premios Konex a las personalidades más destacadas de la música argentina en la última década, ganaron el Diploma al Mérito (galardón que ya habían ganado en 1995), y el Premio Konex de Platino a la mejor banda de rock argentino de la década, junto a Divididos.
En 2006, la revista estadounidense Al Borde publicó una lista con las 500 mejores canciones del rock iberoamericano para celebrar los 50 años de rock en Latinoamérica, premiando sus canciones «Mariposa Pontiac» (N°379), «La bestia pop» (N°216) y «Jijiji» (N°62).
Ese mismo año, la misma revista publicó también una lista de los 250 mejores álbumes de rock iberoamericano, premiando sus álbumes Gulp! (N°230), Un baión para el ojo idiota (N°215) y Oktubre (N°55).
En 2007, el sitio web de rock argentino Rock.com.ar publicó una lista con las 100 mejores canciones del rock argentino para conmemorar los 40 años del lanzamiento del simple «La balsa», en la lista premiaron sus canciones «Ñam fri fruli fali fru» (N°75), «Todo preso es político» (N°48) y «Mariposa Pontiac» (N°3).
Ese mismo año la revista Rolling Stone argentina también publicó para conmemorar los 40 años de «La balsa» una lista con los 100 mejores álbumes de rock argentino de la historia, premiando sus álbumes Luzbelito (N°88), ¡Bang! ¡Bang!... Estás liquidado (N°33), y Oktubre (N°4).
Ese mismo año, la misma revista también publicó una lista con los 10 mejores álbumes en vivo de la historia del rock argentino, premiando su álbum En directo (N°7).
En 2011 el diario argentino La Nación publicó una lista con los 10 mejores videoclips del rock argentino de la historia, premiando su videoclip de «Masacre en el puticlub» (N°4).

### Disputas y acusaciones cruzadas por la separación
Se ha debatido entre los fanes de la banda el motivo puntual de la separación del grupo, pero muy poco se sabía al respecto. Hasta que el 14 de agosto de 2009 Skay brindo una entrevista al diario La Nación, en donde confesó:

Todo se terminó cuando nos dimos cuenta de que uno de nosotros se quería apropiar de ese proyecto tan hermoso que fue Patricio Rey, que había nacido como la comunión y el aporte de muchos artistas y no los deseos de uno solo.

Las causas reales nunca se habían hecho públicas y mucho menos aclarado. Por un lado Skay había hablado de «diferencias artísticas», y por su parte el Indio siempre prefirió el silencio a fin de «proteger la memoria de una de las bandas más queridas por sus seguidores». Así habían transcurrido las cosas hasta ese momento. Skay además declaró al periodista:

Yo no estoy enojado. Muchos comparan a una banda con las relaciones de pareja, y bueno, por ahí él todavía no terminó de hacer su trabajo, pero ya le va a llegar. Fueron más las cosas que nos unieron que las que nos separaron.

El Indio Solari no hizo esperar su respuesta e inmediatamente lanzó una carta abierta al público, donde dio a conocer su versión de por qué se separó la banda. En esta carta abierta, explicó que la separación se debió a la constante negativa de Skay de entregarle una copia de audios y videos que fueron grabados durante los shows en 1994 en el estadio de Huracán y en 1998 en el estadio de Racing:

Pedí se hicieran copias para tenerlas a mi guarda y que a su vez sirvieran de protección. Pero extrañamente, el tiempo pasó y siempre esgrimían una excusa. La noche definitiva (un rato antes estábamos en un bar hablando con un cronista sobre un próximo show) me puse firme en mi requerimiento y esa actitud desembocó (ante la negativa) en el rompimiento de la sociedad artística.

La carta, publicada en una página web, termina aclarando: «Sigo con mis dudas al correr este velo, pero las declaraciones vertidas por Skay me han obligado». Posteriormente, en mayo de 2010, se filtró públicamente a través de Internet el video reclamado por Solari del recital de Los Redondos en el Estadio de Racing Club en 1998, y lo mismo ocurriría dos años después en mayo de 2012 cuando se filtró el video del recital en el Estadio de Huracán en 1994.
Más tarde, en mayo de 2013, ya consumadas las filtraciones de los videos que eran el motivo central de la disputa, Skay Beilinson reflexionó en una entrevista con el periodista Bruno Larocca para la revista Mavirock sobre lo que guarda personalmente de su paso con Los Redondos:

Los Redondos estábamos arrollados por ese vértigo de arrojarse al vacío que tiene la juventud, porque no había ninguna promesa de nada. Y de repente, ese tiempo que estuvimos juntos en un contexto social y una realidad, fue fantástico e irrepetible. Por eso siento el cariño y el amor más grande de mi vida por todos mis compañeros de esa época, porque cuando estuvimos juntos pasó algo mágico. Y supongo que más allá de lo que nos pasó a nosotros, también impregnamos un poco el entorno.
Skay Beilinson.

### Las carreras solistas de los exmiembros

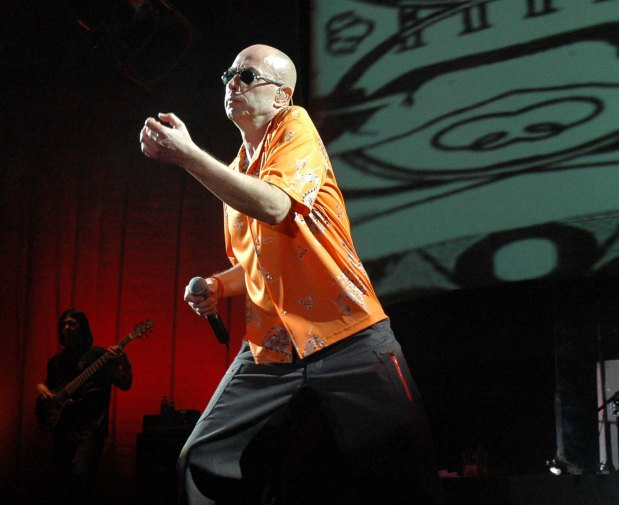
El Indio Solari en 2005 al frente de su banda, Los Fundamentalistas del Aire Acondicionado. Solari ha tenido una destacada carrera como solista, en la que ha tenido recitales de más de 300.000 asistentes, y en la que en 2015 ganó el Premio Konex de Platino al mejor cantante masculino de rock argentino de la década. Sin embargo, al igual que con Los Redondos, en sus recitales han vuelto a repetirse la violencia e incidentes.

Desde la separación de Los Redondos en noviembre de 2001, los exintegrantes de la última formación de la banda recorrieron distintos caminos a través de sus proyectos solistas.
El cantante y letrista Indio Solari armó la banda Los Fundamentalistas del Aire Acondicionado, con quienes grabó su primer trabajo solista, El tesoro de los inocentes (Bingo Fuel), en 2004. Posteriormente aparecieron Porco Rex (2007), El perfume de la tempestad (2010), Pajaritos, bravos muchachitos (2013) y El ruiseñor, el amor y la muerte (2018). Con excepción de este último, todos ellos fueron presentados en recitales que tuvieron una multitudinaria convocatoria. En la ceremonia de los Premios Konex de 2015 ganó el Diploma al Mérito (galardón personal que ya había obtenido en la de 1995, cuando aún formaba parte de Los Redondos) y el Premio Konex de Platino al mejor cantante masculino del rock argentino de la década. El 12 de marzo de 2016 Solari se presentó en el Hipódromo de Tandil, en la provincia de Buenos Aires, a este recital asistieron más de 200 000 espectadores, marcando su récord personal en convocatoria. Luego, volvió a superar su propio récord de convocatoria, cuando en marzo de 2017 en su show en Olavarría convocó entre 350.000 y 500.000 espectadores con y sin entrada. No obstante, la sombra de la violencia en los recitales de Los Redondos parece perseguirlo, en el mencionado recital de 2017 en Olavarría hubo dos muertos y varios heridos, lo que provocó gran polémica en el ambiente.
El guitarrista y compositor Eduardo «Skay» Beilinson ha editado un total de ocho álbumes, A través del mar de los sargazos (2002), Talisman (2004), La marca de Caín  (2007), ¿Dónde vas? (2010), La luna hueca (2013), El engranaje de cristal (2016), En el Corazón del Laberinto (2019) y Espejismos (2023), que ha presentado en numerosas oportunidades en pequeños locales y festivales por diversas ciudades de Argentina y Uruguay. Beilinson rehúsa denominarse como solista y prefiere considerar su trabajo como el resultado conjunto de él y su banda, bautizada en 2007 como Skay y los Seguidores de la Diosa Kali y renombrada en 2012 como Skay y los Fakires. En los Premios Konex de 2015 Skay ganó el Diploma al Mérito en la categoría solista masculino de rock, en reconocimiento a su trayectoria en la década.

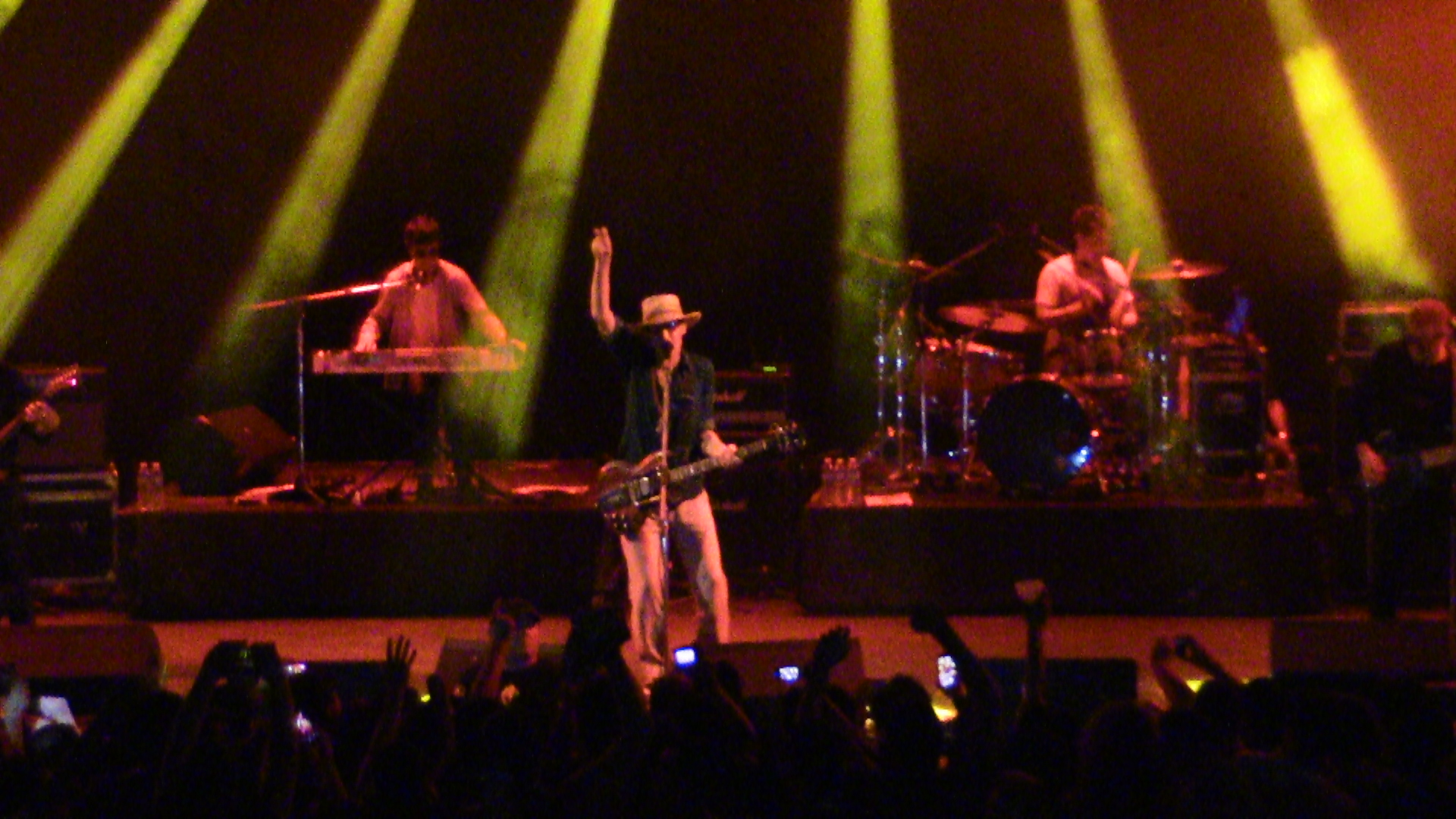
Skay Beilinson en 2017 con su banda, Skay y los Fakires. En los Premios Konex de 2015, Skay ganó el Diploma al Mérito en la categoría solista masculino de rock, en reconocimiento a su trayectoria durante la década. Skay ha tenido una carrera solista sin la convocatoria gigantesca de Solari pero también sin tantas polémicas.

El baterista Walter Sidotti continuó con su banda, La Favorita, anteriormente llamada Los Argentinos. En 2004 se unió temporalmente al grupo Rad1o, y emigró al año siguiente. Luego se unió a Heroicos Sobrevivientes, y participó tocando con El Club De Marilyn. Actualmente, se encuentra encabezando su nuevo proyecto, denominado "The Comando Pickless", presentado en el año 2014 y en el que también cuenta con el acompañamiento de sus compañeros Sergio Dawi y Semilla Bucciarelli, conformando lo que se denominaría como "La tercera pata ricotera", junto a Los Fundamentalistas y Los Fakires.
El primer saxofonista de la banda, Willy Crook inició su proyecto solista en 1995 con su disco Big Bombo Mamma. Posteriormente editó Pirata (1996), Willy Crook y los Funky Torinos (1997), Eco (1998), el doble en directo Vivo I y Vivo II (1999), Cruk (2000), Versiones (2000) y Fuego Amigo (2004). Formado musicalmente en Inglaterra, el estilo de Crook combina ritmos como el funky, el soul, la bossa nova y reggae. El saxofonista Sergio Dawi lanza su carrera solista con el disco Estrellados y sigue junto a Damián Nisenson con Dosaxos2. Además, apareció como invitado en uno de los shows del Indio Solari. En 2008 presenta su nuevo disco junto a los Estrellados Quijotes al ajillo, con la participación del Indio Solari. Tras estos trabajos, en el año 2011, volvería a juntarse con su excompañero redondo Semilla Bucciarelli, con quien conformaría el dúo "Semidawi, ambos a la vez", con el cual organizan shows en los que mientras Dawi ejecuta las notas de su saxofón, Semilla despliega todo su arte a través de puestas en escena de sus pinturas que retratan la historia de Los Redondos. Actualmente, Dawi se encuentra trabajando con Semilla en su proyecto, como así también prestan su colaboración a Sidotti en la conformación de The Comando Pickles.
A diferencia de sus excompañeros, el bajista Daniel "Semilla" Bucciarelli se inclinaría por continuar su carrera como artista plástico, sin embargo no se desprendería del todo del universo musical, ya que en el año 2011 volvería a combinar con su excompañero redondo Sergio Dawi, para dar forma a un espectáculo performático denominado "Semidawi, ambos a la vez". En este trabajo, Semilla despliega todos sus conocimientos artísticos a través de una puesta en escena virtual, donde el exbajista exhibe a través de un proyector una serie de pinturas dibujadas en tiempo real y en el cual Dawi acompaña con el ritmo de su saxofón, ataviado con una ropa especial que le permite confundirse con las pinturas de Bucciarelli. A la par de este proyecto, Semilla volvería a participar como músico invitado de su excompañero Indio Solari, durante el recital brindado por Los Fundamentalistas del Aire Acondicionado en Gualeguaychú, en el año 2014. Al mismo tiempo, junto a Dawi prestarían su colaboración a la nueva banda del exbaterista de Los Redondos, Walter Sidotti: The Comando Pickles.
En septiembre de 2017 aparece la que es hasta ahora la reunión más completa por lejos dentro de los exmiembros de Los Redondos, con la formación de la banda Los Decoradores, integrada por los músicos de Los Redonditos que hacían la base musical a la dupla central del Indio y Skay: el saxofonista y líder de la banda Sergio Dawi, el bajista Semilla Bucciarelli, el baterista Walter Sidoti y el guitarrista Tito Fargo. Como invitados a los shows también suelen convocar a otros músicos que fueron la base de Los Redonditos en otras etapas de la banda, como los bateristas Piojo Ábalos y Hernán Aramberri, y el saxofonista Willy Crook. Los Decoradores se presentan en recitales promocionados como Kermesse Redonda. Además en sus recitales hay un sector de exposición donde se muestra material relacionado con Los Redondos. La banda ha tenido presentaciones en 2017 y 2018 con muy buena recepción del público. Por todo esto, Los Decoradores son por lejos la reunión más completa de Los Redondos hasta la fecha.

## Estilo e impacto
Artísticamente son destacados por crear una estética única dentro del rock argentino, por su vanguardismo en su puesta en escena, por su imperante misticismo en sus obras gráficas y emplear en sus canciones letras crípticas. Musicalmente se destacan por realizar un estilo único sin semejanzas en el rock argentino. En sus canciones predominan los registros armónicos menores y disminuidos, con atmósferas densas y nebulosas, también se hace uso de una primera guitarra bien al frente, en combinación con la melodía vocal y los agregados de múltiples instrumentos, como saxofón, violín, trompeta, piano, armónica, percusión, además de samplers y sintetizadores. A lo largo de su carrera, exhibieron géneros como el rock teatral, el art rock, el hard rock y el rock electrónico. Alcanzaron una gran popularidad dentro del rock argentino manteniéndose como una banda independiente sin recurrir al apoyo de grandes discográficas. A medida que su popularidad aumentaba, se fueron convirtiendo en un símbolo contracultural y en un paradigma de la independencia artística. Los primeros recitales fueron promovidos por el "boca en boca", con el pasar de los años, los métodos de comunicación de la banda fueron cambiando, pero nunca llegaron a recurrir a canales de televisión ni grandes medios de prensa.

## Origen del nombre de la banda

### Significado de "Patricio Rey"
Durante décadas, el significado real del nombre Patricio Rey fue un misterio, tejiéndose numerosas conjeturas sobre qué o quién era. Personas poco familiarizadas con la banda confundían a "Patricio Rey" con el Indio Solari, vocalista y letrista del conjunto. La banda también alimentó la incertidumbre, con sus típicas declaraciones crípticas y misteriosas: en algunas entrevistas los integrantes de la banda se referían a "Patricio Rey" como un sujeto que los ayudó económicamente en sus comienzos, que tenía mucho poder y que cada tanto se comunicaba con ellos. No obstante, contradiciendo todo esto, Solari dijo una vez: «Patricio Rey no existe; Patricio Rey son todos». Así "Patricio Rey" fue tomado por la banda como un personaje que formaba parte de su imaginario y su mitología interna; por ejemplo, en sus primeros años era mencionado en monólogos entre tema y tema, como parte del anárquico espectáculo teatral que el conjunto presentaba por aquellos tiempos; allí el Indio Solari transmitía los gnómicos mensajes del tal Patricio Rey, a quien se lo trataba como el secreto ideólogo y mentor del grupo.
La verdad acerca de la identidad de "Patricio Rey" finalmente fue revelada el 22 de enero de 2017 en una entrevista que Almagro Revista le hizo al diseñador gráfico de la banda, Rocambole Cohen. Allí el artista le confesó al entrevistador toda la verdad:

-¿Qué pensará Patricio Rey de todo esto?
-Patricio Rey está allá en Salta, tranquilo, en la plaza de Cafayate...
-¿Cómo? ¿Patricio Rey vive?

-Él siempre estuvo pensando y dando las directivas que nosotros después hacíamos. Él vive ahí, en Cafayate. Se llama Pancho Silva. Está vivo. Cada tanto voy a recibir sus...
-¿Qué hace?

-Es un gurú. Vende sus artesanías en la plaza, como hizo toda la vida. Recién últimamente dio permiso para que digamos que él es Patricio Rey.
-¿Cómo lo conociste?

-Lo conocí en Santa Clara del Mar. Hace más de 30 años ya.
-¿Era parte de La Cofradía?

-No, era un gurú independiente. Jaja.
Rocambole Cohen.

La identidad de Patricio Rey fue confirmada, varios medios se dirigieron a Cafayate en busca de Pancho Silva, al que encontraron sin mayores dificultades. Pero Silva no estaba muy conforme con la repentina repercusión que tomo su persona, por lo que atinó: "Los medios llegaron tarde a mí". Su verdadero nombre era Héctor Francisco Silva Ventura, nacido el 17 de julio de 1951, y conoció a la banda cuando todos eran estudiantes universitarios en La Plata. Más tarde se fue a vivir a Cafayate, donde vivía en las afueras de la ciudad donde tenía su casa y taller repleta de pinturas con los paisajes calchaquíes y su flora y fauna típicas. Se ganaba la vida yendo a la plaza de la ciudad a vender sus pinturas y artesanías. Dijo Skay Beilinson, guitarrista de la banda, refiriéndose al hombre que fue el verdadero "Patricio Rey":

En realidad Patricio Rey ya existía. Lo que pasa es que siempre decíamos que Patricio Rey era una entidad, una idea fuerza que por ahí encarnaba en cualquier personaje, por lo general los más locos. Y Pancho Silva en aquel momento, ahora hace mucho que no lo vemos, estaba realmente loco, loco, loco. Una locura preciosa. Se fue a vivir allá: macrobiótico empedernido, un artista, un artesano de la hostia, de los mejores. Y tenía una locura muy particular, entonces a veces yo decía 'lo encontré a Patricio Rey en Salta, vengan a verlo'.
Skay Beilinson.

Poco tiempo después de que se revelara su identidad, el 10 de mayo de 2017, Silva falleció en Cafayate, a los 65 años.

### Significado de los "Redonditos de Ricota"
El Doce o el Sultán -llamado Edgardo Gaudini- vivía en Gonnet (provincia de Buenos Aires) donde conoció a sus vecinos, los hermanos Beilinson, a Solari y a Fenton, que tenían un taller de estampado de telas y ropa. Pronto se hicieron amigos y el Doce ―que fue bautizado así porque se presentaba como docente― se hizo vendedor de esa ropa. Según cuentan, una de sus especialidades culinarias fueron unos buñuelos pequeños de ricota, redonditos, que había extraído de un libro de la ecónoma Patricia Rey. Buñuelos que terminaron bautizando al grupo que en esos momentos estaba en plena gestación.
El establecimiento definitivo del nombre surgió por necesidad. En cierta ocasión la banda se tenía que presentar en un boliche en la ciudad de Salta (a principios de 1978) para pagar deudas contraídas con el dueño, quien quiso pegar unos afiches para promocionar el show. Así, en una rápida decisión, se optó por homenajear a los manjares que entregaba la banda en cada una de sus extrañas presentaciones.[cita requerida]
Se lo recuerda disfrazado de Sultán repartiendo sus redonditos de ricota en los recitales del teatro Lozano. Esa es la imagen que trascendió y por eso los devotos fanes del grupo de Skay y el Indio lo recuerdan como el Sultán.

## La rivalidad con Soda Stereo

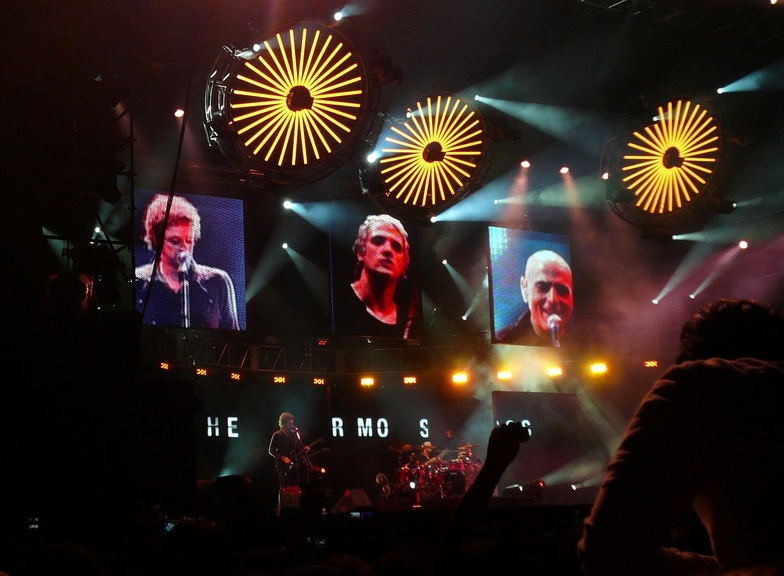
Consideradas unas de las bandas más grandes de la historia del rock de Argentina, Patricio Rey y sus Redonditos de Ricota y Soda Stereo han sido protagonistas de una rivalidad por ver cuál es la mayor banda argentina de la historia.

La rivalidad entre Patricio Rey y sus Redonditos de Ricota y Soda Stereo nació más que nada como producto de los medios de prensa con el objetivo de crear una especie de división como es el caso del Boca-River, pero dentro del rock argentino, para vender ejemplares de diarios y revistas.[cita requerida]
Esta rivalidad comenzó a gestarse a inicios de los años 1990, tras la presentación oficial de los Redondos como número grande del rock argentino, al haberse consagrado recientemente en el Estadio Obras Sanitarias. Con este hito, los seguidores de ambas bandas comenzaron a tejer una rivalidad por ver cuál era la mayor banda argentina, y entre los argumentos que comenzaron a esgrimirse estuvieron principalmente el estilo musical contrapuesto que estas bandas mantenían, y las clases o estratos sociales a los que estaban dirigidas, lo que derivaba en una división entre «Ricoteros» y «Soderos» (nombre despectivo con el que se refieren a los seguidores de Soda Stereo). Sin embargo, los mismos integrantes de ambas bandas han aclarado públicamente más de una vez que esta rivalidad era infundada. Por caso, el Indio Solari declaró varias veces ante la prensa escrita que jamás tuvo ningún entredicho con ningún integrante de Soda Stereo. Gustavo Cerati admitió haberse sorprendido ante esta reacción de su público para con una banda de la talla de Los Redondos.
En una entrevista concedida a la revista Rolling Stone el 2 de junio de 2008, Solari dio más datos acerca de su posición con respecto a Soda Stereo. En la nota, Solari respondía preguntas enviadas por el público. Una de ellas indagaba sobre su relación con Soda, más precisamente si a Solari le gusta algún tema de Soda Stereo. La respuesta del Indio fue esta:

«Ella usó la cabeza...» ¿Cómo es? [por «Ella usó mi cabeza como un revólver»]. Esa está buena. Me gusta la producción que tiene. Suelo ver de los otros la cosa acabada. Por eso me cuesta elogiar, porque por ahí la música es buena pero la lírica es una cagada, o al revés. Cerati me gusta más como violero que como otra cosa. Las letras no me significan nada. Probablemente no haya habido que decir nada, creo eso también. Creo que tiene esos vicios de que las palabras que suenan bien van al frente. De todos modos, me parece un gran violero, y Soda Stereo una banda de la reputa madre. La producción musical no es lo que yo haría: esas cosas muy aéreas, muy etéreas, muy modernosas, no es lo que yo disfruto. "Ella usó mi cabeza como un revólver" me gusta por esa mezcla de chelos que, en un grupo de rock, me parece muy atractiva. Ese fraseo rítmico que tiene, esos compases mordidos. Después la letra no sé qué mierda dice, no me importa, pero por lo menos no arruina la canción. Tiene una voz linda Cerati. Yo le pondría menos reverb. Pero si a él le gusta así... Estamos hablando de cosas que a uno no le gustan como para ser seguidor, pero sabemos que hasta un reloj descompuesto da dos veces por día la hora justa. Todo el mundo tiene derecho a hacer algo bien en esta vida y yo creo que por algo los Soda Stereo son la banda que son internacionalmente, y se bancaron y tuvieron los huevos de ir a hacer toda esa época de festivales y playbacks en televisión.
Indio Solari.

Luego, en noviembre de 2011, ya con Gustavo Cerati en coma desde un año, Solari volvió a proferir sus reflexiones acerca de la rivalidad entre Los Redondos y Soda Stereo, en una entrevista donde se conmemoraban diez años desde la separación de los Redondos. Allí, el Indio desmintió aquel mito de la rivalidad una vez más:

Siento mucho dolor y conmoción, más frecuentemente de lo que la gente cree. Muchos pensarán eso por la famosa rivalidad que en mi caso nunca existió, y supongo que en el caso de él tampoco. Pelotudeces que tienen que ver con las diferencias, como Boca-River, que existen para alimentar ese vértigo del consumo de las cosas, pero generalmente eso no pasa en la intimidad.
Indio Solari.

Cabe mencionar que Solari en su proyecto solista junto a Los Fundamentalistas del Aire Acondicionado en 2016 convocó a Fernando Nalé para tomar el puesto de bajista por la partida de Marcelo Torres, quedando también Martin Carrizo como único baterista con la partida de Hernan Aramberri de la banda. Quedando así, la misma dupla Carrizo-Nalé que mantuvo Gustavo Cerati en su Gira Bocanada, rompiendo todo el mito generado entre los fanáticos de la rivalidad con Cerati y Soda Stereo. Grabando con ellos el último disco El Ruiseñor, El Amor y La Muerte y participando juntos en los conciertos de 2016 y 2017.

## Miembros estables
- Indio Solari - voz (1976-2001)
- Skay Beilinson - guitarra (1976-2001)
- Semilla Bucciarelli - bajo (1982-2001)
- Walter Sidotti - batería (1987-2001)
- Sergio Dawi - saxofón, armónica y teclados (1987-2001)

### Miembros anteriores
- Daniel "Pepe" Fenton - bajo (1977-1982)
- Conejo Jolivet - guitarra y slide (1978-1979; 1993-1998)
- Marcelo Pucci - batería (1978-1979)
- Héctor "Topo" D'Aloisio - bajo (1981-1982)
- Diego Rodríguez - batería (1981-1982)
- Ricky Rodrigo - guitarra y sintetizador (1981-1982)
- Gonzalo Palacios - saxofón (1983-1984)
- Piojo Ábalos - batería (1984-1986)
- Willy Crook † - saxofón (1984-1987; 1994; 1999)
- Tito Fargo - guitarra (1984-1987)

## Discografía
- Gulp! (1985)
- Oktubre (1986)
- Un baión para el ojo idiota (1988)
- ¡Bang! ¡Bang!... Estás liquidado (1989)
- La mosca y la sopa (1991)
- Lobo suelto, cordero atado, vol. 1 (1993)
- Lobo suelto, cordero atado, vol. 2 (1993)
- Luzbelito (1996)
- Último bondi a finisterre (1998)
- Momo sampler (2000)

Canciones
Discografía pirata
- Demos RCA (1982)